# カリフォルニア州
座標: 北緯37度 西経120度 / 北緯37度 西経120度

カリフォルニア州
State of California

州の愛称: ゴールデンステート
The Golden State州のモットー: Eureka

カリフォルニア州（カリフォルニアしゅう、英: State of California）は、アメリカ合衆国西部、太平洋岸の州。アメリカ西海岸の大部分を占める。
| 家庭で話される言語（カリフォルニア州） 2010 | 家庭で話される言語（カリフォルニア州） 2010 | 家庭で話される言語（カリフォルニア州） 2010 | 家庭で話される言語（カリフォルニア州） 2010 | 家庭で話される言語（カリフォルニア州） 2010 |
| ------------------------------------------- | ------------------------------------------- | ------------------------------------------- | ------------------------------------------- | ------------------------------------------- |
|                                             |                                             |                                             |                                             |                                             |
| 英語                                        | 英語                                        |                                             | 57.02%                                      | 57.02%                                      |
| スペイン語                                  | スペイン語                                  |                                             | 28.46%                                      | 28.46%                                      |
| 中国語                                      | 中国語                                      |                                             | 2.80%                                       | 2.80%                                       |
| タガログ語                                  | タガログ語                                  |                                             | 2.20%                                       | 2.20%                                       |

| 人種構成（カリフォルニア州） 2010 | 人種構成（カリフォルニア州） 2010 | 人種構成（カリフォルニア州） 2010 | 人種構成（カリフォルニア州） 2010 | 人種構成（カリフォルニア州） 2010 |
| --------------------------------- | --------------------------------- | --------------------------------- | --------------------------------- | --------------------------------- |
|                                   |                                   |                                   |                                   |                                   |
| 白人                              | 白人                              |                                   | 40.1%                             | 40.1%                             |
| ヒスパニック                      | ヒスパニック                      |                                   | 37.6%                             | 37.6%                             |
| アジア系                          | アジア系                          |                                   | 13.0%                             | 13.0%                             |
| 黒人                              | 黒人                              |                                   | 6.2%                              | 6.2%                              |
| インディアン                      | インディアン                      |                                   | 1.0%                              | 1.0%                              |
| 混血                              | 混血                              |                                   | 4.9%                              | 4.9%                              |

カリフォルニア州の州経済は全米最大で、2024年時点の州総生産（GSP）は4兆800億ドル。 世界最大の準国家経済である。カリフォルニア州を国家に例えるなら、ドイツに次いで世界第4位、日本より上位の経済大国となる。さらに、カリフォルニアのシリコンバレーには、アップル、アルファベット、メタ、エヌビディアなど、世界で最も価値のあるテクノロジー企業が集まっている。フォーチュン100社のうち78社、フォーチュン500社のうち337社がカリフォルニア州に本社を置いており、2024年現在、カリフォルニア州はフォーチュン500社の数が米国のどの州よりも多い。
地球上で最も裕福な地域であり、ウルトラ・リッチが最も多い地域でもある。

## 概要
アメリカ合衆国の州のうちでは最大の人口を誇り、アメリカ大統領選の選挙人数も最多である。ブラジルのサンパウロ州に続いて南北アメリカ大陸で2番目に人口の多い行政区画であり、大都市は人口の多い順にロサンゼルス（約390万人）、サンディエゴ（約140万人）、サンノゼ（約100万人）、サンフランシスコ（約87万人）となっている。ロサンゼルスはニューヨーク市に次ぐ人口規模を誇る。州内には全国で2位（ロサンゼルス大都市圏）と6位（サンフランシスコとサンノゼを含む「ベイエリア」）の都市圏があり、市域人口の多い全米の都市上位50位以内に9市が入っている。州都はサクラメント（約52万人）である。
かつて日本では漢字で「加利福尼亜」と表記されることもあったが、現在ではあまり用いられない。この略である「加州」は、新聞の見出しのように字数制限のある場合など、今でも用いられることがある。
カリフォルニア州には多様な気候と地形があり、また多くの民族が住んでいる。合衆国の州としてはアラスカ州とテキサス州に次いで3番目に大きな面積を持つ。北はオレゴン州、北東はネバダ州、南東はアリゾナ州に接し、南はメキシコのバハ・カリフォルニア州に接している。地理的には太平洋岸から東のシエラネバダ山脈まで、南東はモハーヴェ砂漠、北西にはセコイアやベイマツの森林がある。州の中央には世界でも最高水準の生産性の高さを誇る農業地帯、セントラル・バレーがある。アメリカ合衆国本土として、標高が最高の地点（ホイットニー山）と最低の地点（デスバレー）がある。面積のおよそ40%は森林であり、乾燥した地域としては森林が比較的多い。
18世紀の後半から「アルタ・カリフォルニア」と呼ばれた地域はスペイン帝国の植民地となった。1821年にアルタ・カリフォルニアを含みメキシコが第一メキシコ帝国となって帝政を布いた後に共和国に変わった。1846年、ソノマにいたアメリカ人開拓者の集団がカリフォルニア共和国の独立を宣言した。その直後の米墨戦争の結果、メキシコはカリフォルニアをアメリカ合衆国に割譲した。カリフォルニアは1850年9月9日にアメリカ合衆国第31番目の州となった。
19世紀半ばの「ゴールドラッシュ」によって、カリフォルニアでは社会、経済および人口に劇的な変化が起こった。人々が流入し好景気が訪れたことでサンフランシスコはテントの集まった小村から世界にも知られたブームの街に成長した。20世紀初期の重要な発展としては、娯楽産業の中心としてのロサンゼルスの勃興と州全体に広がる巨大な観光産業があった。豊かな農業に加えて航空宇宙産業、石油産業および情報技術産業が経済発展に貢献した。特にサンフランシスコ近郊のシリコンバレーは、AppleやGoogle（Alphabet）、Facebook（Meta）などの世界トップクラスのIT企業が多数集積している。
カリフォルニア州が1つの国家であるとすると、GDPではイタリアに匹敵する第10位である。人口でも第35位、国土では第59位になる。
カリフォルニア州では、歴史的に一部地域で分離・独立を繰り返し目指す動きが見られる。1800年代から2011年までに少なくとも27回独立が試みられ、すべて失敗に終わっている。

## 歴史
サンフランシスコ・ベイエリアを中心とする北部と、農業が盛んな中部、ロサンゼルス〜サンディエゴ帯を中心とする南部に分かれる。ベイエリアにはシリコンバレーが含まれ、全米で最も経済的に進んだ地域のひとつである。ロサンゼルスはハリウッドを抱えるなど、エンターテインメント産業の世界的中心である。
アジアやメキシコに近いため、移民が多い。移民はそれぞれの居住区に固まる傾向が強く、「民族のサラダボウル」という形容が当てはまる。チャイナタウン、コリアンタウン、リトルトーキョー、リトルサイゴン、リトルインディアなどが有名である。なかでも隣接したメキシコからの移民が多く、スペイン語は州準公用語となっている。
南部の多くはかつてメキシコの領土で、元々はスペイン人によって開拓されたが、1848年の米墨戦争の結果、ニューメキシコとともにメキシコからアメリカに1,500万ドルで割譲され、アメリカ領となった（同時にテキサスのアメリカ領有も確定した）。そのため、カリフォルニア州にはスペイン語由来の地名が非常に多い。
後にアメリカ合衆国大統領となった、ロナルド・レーガンはカリフォルニア州知事を経験している。2003年10月には、俳優でオーストリア生まれのアーノルド・シュワルツェネッガーが州知事に当選し、2011年1月まで務めた。

### 名称の由来
「カリフォルニア」という名称は当初、今日のカリフォルニア州に加えてネバダ州、ユタ州、アリゾナ州およびワイオミング州の一部とメキシコのバハ・カリフォルニア半島からなる地域を指していた。
カリフォルニアの語源は黒人のアマゾン族の人々が住み、女王カリフィア（恐らくはカリフが語源）が支配する空想上の天国から派生したというのが最も普通に信じられている。カリフィアの神話は、スペイン人作家のガルシ・ロドリゲス・デ・モンタルボによって騎士道物語『アマディス・デ・ガウラ』の続編として書かれた1510年の作品『エスプランディアンの武勲』に記録されている。モンタルボに拠れば、女王カリフィアの王国はグリフォンなど奇妙な怪獣が住み、金が豊富な遠隔の土地であるとされていた。
カリフォルニアという地名はアメリカ合衆国でヨーロッパ人が付けた地名としては5番目に古く、また今も使われているものである。エルナン・コルテスの命令で1533年にバハ・カリフォルニアの南端に上陸したディエゴ・デ・バセラとフォルトゥン・ヒメネスが率いたスペイン遠征隊によって「カリフォルニア島」と命名されたが、のちにそれは半島であることが判明した。

## 地理
アメリカ大陸の西部、シエラネバダ山脈の西側の太平洋に面した地域である。面積は3番目に大きな州で、日本の1.1倍の広さである。南北に長い形状で、北部はオレゴン州に、東側はネバダ州・アリゾナ州に隣接している。最南端の都市サンディエゴにはメキシコとの国境があり、不法移民の入国が社会問題となっている。太平洋の沿岸にはサンフランシスコ・ベイエリア、ロサンゼルス大都市圏、サンディエゴなどのアメリカを代表する大都市圏が位置している。

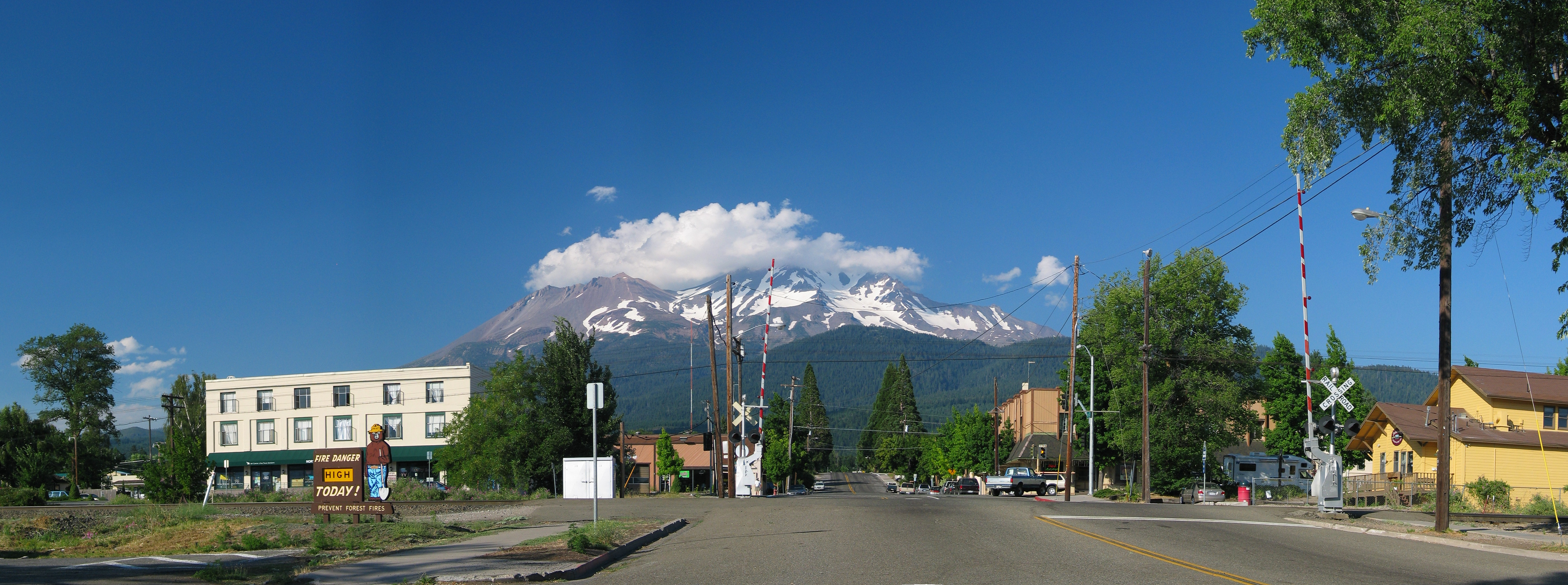
シャスタ山の麓にあるマウントシャスタの町並み

州の中央にはセントラル・バレーがあり、西の海岸山脈と東のシエラネバダ山脈に、北はカスケード山脈、南はテハチャピ山地に囲まれている。セントラル・バレーはカリフォルニアの農業中心であり、国内食糧生産高の約3分の1を生産している。セントラル・バレーはサクラメント＝サンホアキン・デルタによって2つに分かれており、北側のサクラメント・バレーにはサクラメント川が流れ、南側のサンホアキン・バレーにはサンワーキン川が流れている。どちらのバレーもそこを横切る川の名前が採られている。サクラメント川とサンワーキン川を浚渫することで両川は十分な深さが保たれ、内陸の都市幾つかでも海港になっている。そのデルタは州内の重要な水の供給源にもなっている。水はデルタ地域から汲み上げられ、セントラルバレー・プロジェクトや州水道プロジェクトなどを含み、州の長さに相当するような広範な運河網を使って運ばれる。デルタ地帯からの水は州人口の3分の2にあたる2,300万人近い住人の飲料水になり、サンホアキン・バレーの西では農業用水になっている。南部海岸にはチャンネル諸島が浮かんでいる。

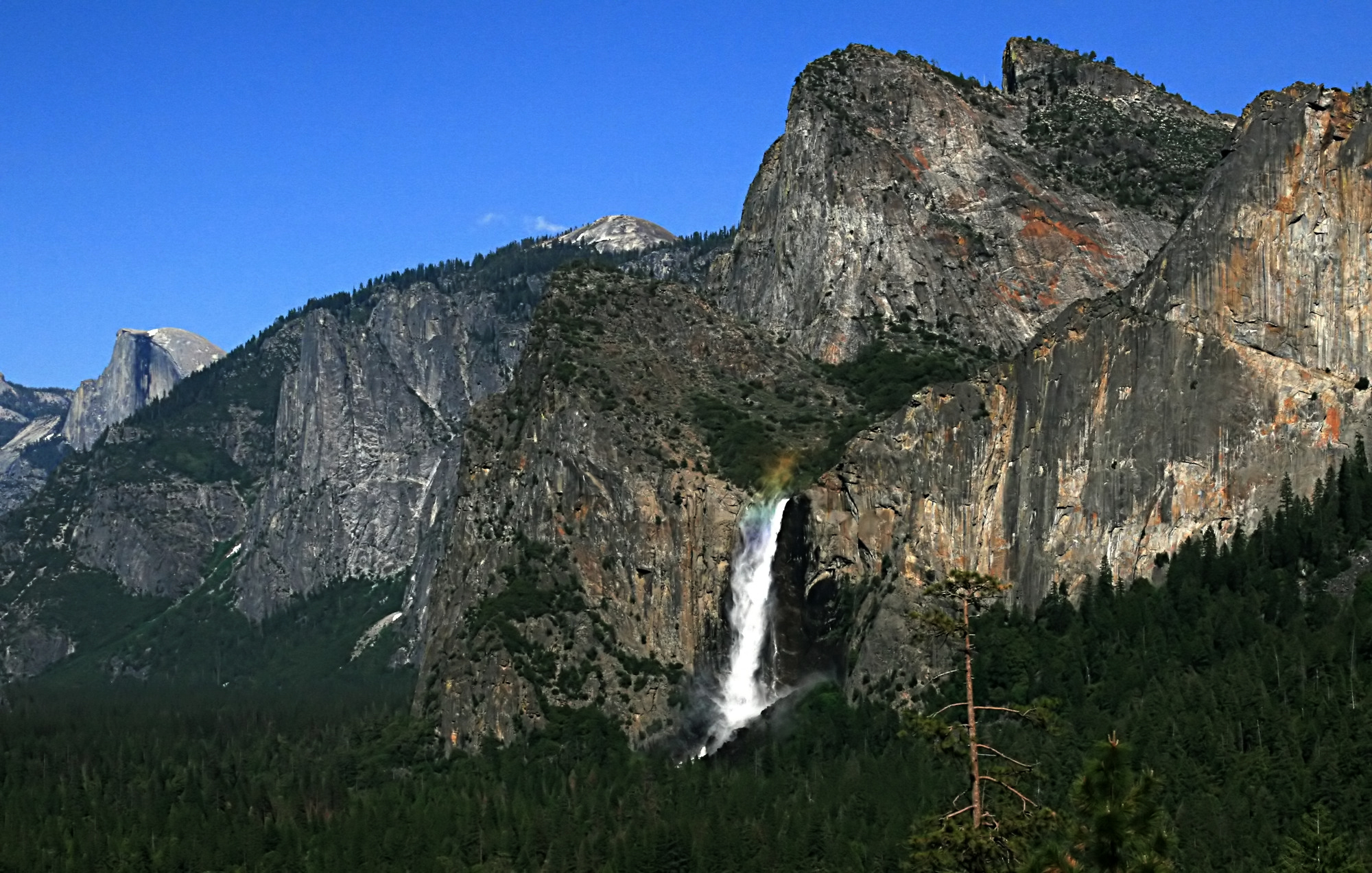
氷河の支脈で造られたU字形渓谷から流れ出るブライダルベールの滝（ヨセミテ国立公園）

シエラネバダ山脈（スペイン語で雪の山脈）にはアメリカ合衆国本土では最高峰であるホイットニー山（標高14,505フィート、4,421 m）がある。この山脈には、氷河が削ったことで有名なヨセミテ渓谷や、地球上最大の生物セコイアの木で覆われたセコイア国立公園、貯水量で州内最大の淡水湖であるタホ湖がある。
シエラネバダ山脈の東には渡り鳥の生息地オーエンズヴァレーとモノ湖がある。州西部には水面積で州内最大のクリア湖がある。タホ湖の方が大きいがカリフォルニア州とネバダ州の州境で分けられている。シエラネバダ山脈は冬季に北極並みの気温まで下がり、アメリカ合衆国では一番南にあるパリセイド氷河など、多くの小さな氷河も残っている。
州内陸地表面積の約45 %は森林で覆われており、アラスカ州を除けばアメリカ合衆国の州で最も森林の多い州である。松類の多様さは他の州に無いものである。ホワイト山地の樹木の多くは世界最古のものである。ブリストルコーン松の場合は樹齢4,700年のものがある。
南部には大きな内陸塩湖であるソルトン湖がある。中南部の砂漠はモハーヴェ砂漠と呼ばれている。その北東にデスバレーがあり、北アメリカでは最も低く最も暑い地点、バッドウォーター盆地を含んでいる。デスバレーの最低地点からホイットニー山の最高地点までの距離は200マイル (320 km) に満たない。南東部の大半は乾燥して暑い砂漠であり、夏季には極端に高い温度を記録することが多い。
カリフォルニア州は環太平洋火山帯の一部であり、津波、洪水、旱魃、サンタアナ風（偏西風）、山火事、地すべりおよび幾つかの火山活動など自然災害が多い。南部から西部にかけてのサンアンドレアス断層など幾つかの断層のために比較的震源が浅い地震（直下型地震）が多い。過去にマグニチュード8クラスの地震を経験している。

### 気候

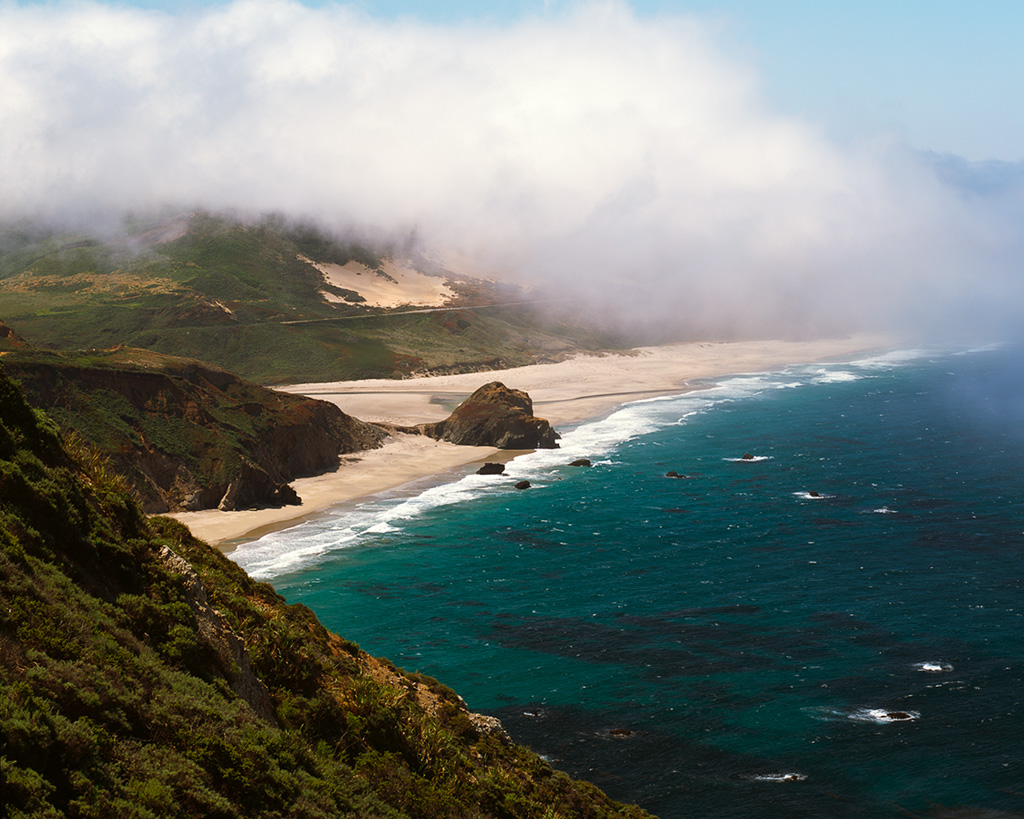
ビッグサーの海岸線

気候は主にまばゆい太陽が輝き乾燥した夏と冷涼で雨の多い冬の地中海性気候の地域が多く、また亜寒帯気候に入る地域まである。冷たいカリフォルニア海流のために海岸近くで霧が発生することが多い。降水量は多くなく、シエラネバダ山脈に降った雪解け水の伏流水を井戸で汲み上げているところが多い。しかし急激な人口増加で新たな水源の確保が課題となっている。
州の形状や長い海岸線、高低差などのために、州の南端と北端または海岸部と内陸部ではかなり気温や気候が異なることがある。内陸部では寒い冬と暑い夏がある。そのため、南部の海岸でサーフィンをする人がいる一方、内陸の山地帯ではスキーをする人がいたりもする。
州北部は南部よりも年間降水量が多い。山岳部も気候に影響する。州内で雨の多い場所は山岳の西側斜面である。北西部は温暖な気候であり、セントラル・バレーは地中海性気候だが海岸部よりも温暖差が激しい。シエラネバダ山脈など高山では、冬は雪の多い山岳気候であり、夏は比較的過ごしやすい暑さになる。
山岳部の東側は雨蔭となり、広大な砂漠を生んでいる。東部の高度が高い砂漠では夏に暑く冬は寒いが、南部山岳の東にある低地砂漠では夏は暑く、冬は霜がほとんど降りず比較的温暖である。海面より低い所が広がるデスバレーは北アメリカで最も暑い場所と考えられている。1913年7月10日に西半球での最高温度 134°F(57 ℃) を記録した。

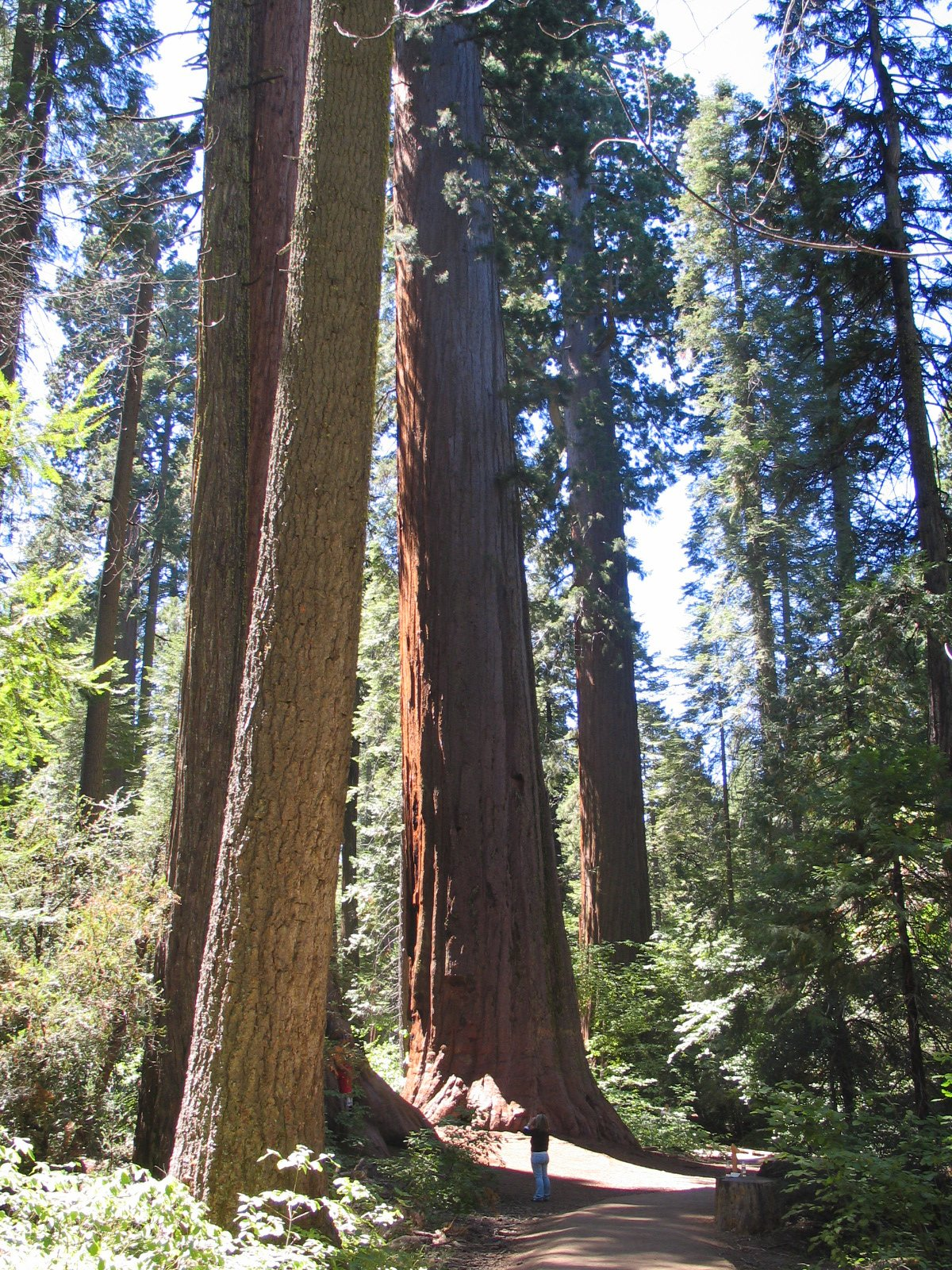
カラベラス大木州立公園

### 生態
カリフォルニアは世界でも最も豊かで最も多様な地域の1つであり、最も絶滅が危惧される生態系も幾つかある。生物地理区では新北区に属し、多くの生物地理学的地域に跨っている。
カリフォルニアには数多い固有種がおり、カタリーナ・アイアンウッド (Lyonothamnus floribundus) のような、他所では死に絶えた遺存種が残っている。カリフォルニア・ライラック (Ceanothus) のように多様な生息条件を利点にして、共通の祖先から多くの種が派生した分化あるいは適応放散によって発生した固有種が多い。カリフォルニアの固有種の多くは、都市化、伐採、過放牧および外来種の導入がその生息地に侵入することで絶滅が危惧されている。
カリフォルニアの植物相の集合には幾つか最上級のものがある。最大の樹木（セコイアデンドロン）、最高の樹木（セコイア）および最古の樹木（ブリストルコーン松）である。野草は多年生植物である。ヨーロッパ人が到来して以降、これらは概してヨーロッパの一年草外来種に置き換わってきた。現代ではカリフォルニアの丘陵は夏に特徴ある金茶色に変わる。

### 河川
カリフォルニア州内の最も著名な河川はサクラメント川、ピット川およびサンワーキン川である。どれもシエラネバダ山脈の西斜面からセントラル・バレーを流れ、サンフランシスコ湾を通って太平洋に流れ入る。その他重要な河川は北部のクラマス川とトリニティ川、南東部州境のコロラド川である。オーエンズ川はシエラネバダ山脈の南東斜面から流れ出てオーエンズ湖に流れ込んでいる。イール川とサリナス川はそれぞれサンフランシスコ湾の北と南で海岸に注いでいる。モハーヴェ川はモハーヴェ砂漠の主要水路であり、サンタアナ川はトランスバース山脈から流れ出て州南部を横切っている。

## 人口

### 人口概況

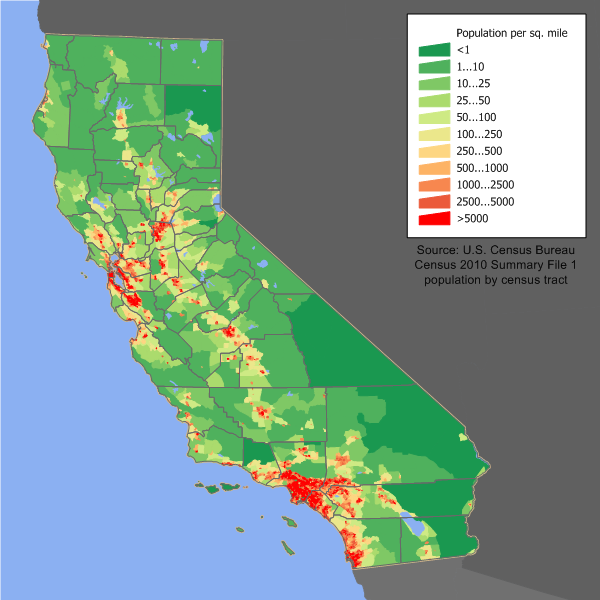
カリフォルニア州の人口密度分布図

2009年現在、その人口は36,961,664人と推計され、国内で13番目に増加率の高い州である。前回2000年の国勢調査から3,090,016人増えており、自然増（出生5,058,440、死亡2,179,958）ならびに州内への移住者純増306,925人が含まれている。アメリカ合衆国外からの移住で1,816,633人増加し、合衆国内部への移住で1,509,708人減少した。2020年の国勢調査では、人口は39,538,223人に増加した。
カリフォルニア州は最も人口の多い州であり、アメリカ合衆国人口の12%を占める。市域人口において全米の上位50都市の9都市を有している。ロサンゼルスは人口3,898,747人と合衆国内で2番目の大都市である。以下、サンディエゴ（8位）、サンノゼ（10位）、サンフランシスコ（17位）、フレズノ（34位）、サクラメント（35位）、ロングビーチ（42位）、オークランド（45位）、ベーカーズフィールド（48位）と続く。ロサンゼルス郡の人口は10,014,009人とアメリカ合衆国の郡では最大であり、国内40の州よりも多い（以上、すべて2020年国勢調査）。州の人口重心はバトンウィロウ（国勢調査指定地域）があるカーン郡となっている。

### 人種構成
| 人種構成（カリフォルニア州） 2020 | 人種構成（カリフォルニア州） 2020 | 人種構成（カリフォルニア州） 2020 | 人種構成（カリフォルニア州） 2020 | 人種構成（カリフォルニア州） 2020 |
| --------------------------------- | --------------------------------- | --------------------------------- | --------------------------------- | --------------------------------- |
|                                   |                                   |                                   |                                   |                                   |
| 白人（非ヒスパニック）            | 白人（非ヒスパニック）            |                                   | 36.5%                             | 36.5%                             |
| ヒスパニック                      | ヒスパニック                      |                                   | 39.4%                             | 39.4%                             |
| アジア系                          | アジア系                          |                                   | 15.5%                             | 15.5%                             |
| 黒人                              | 黒人                              |                                   | 6.5%                              | 6.5%                              |
| インディアン                      | インディアン                      |                                   | 1.6%                              | 1.6%                              |
| 混血                              | 混血                              |                                   | 4.0%                              | 4.0%                              |

アメリカ合衆国統計局は、自分や先祖が中南米のスペイン語圏出身であるという意識を持つヒスパニック系を2つのカテゴリーに分けている。ヒスパニック系は「ヒスパニック」だけではなく、白人またはアジア系に分類される場合、単純に「その他の人種」と分類される場合がある。そのために国勢調査データが分かりにくいと言われている。
下記は「ヒスパニック系」を明確に分類し、各グループのヒスパニック系以外の数値（ヒスパニック系以外の白人、ヒスパニック系以外のエスキモー、ヒスパニック系以外の混血など）を掲載した。人種および国勢調査上のもっと多くの情報につい詳しくは米国国勢調査における人種と民族を参照
|                                          | 2020年国勢調査 |
| ---------------------------------------- | -------------- |
| ラティーノ（人種を問わないヒスパニック） | 39.4%          |
| ヒスパニック以外の白人                   | 36.5%          |
| アジア系アメリカ人                       | 15.5%          |
| 黒人                                     | 6.5%           |
| 2つまたはそれ以上の人種                  | 4.0%           |
| インディアンおよび エスキモー            | 1.6%           |
| ハワイ諸島および太平洋諸島系先住民族     | 0.5%           |

白人の数では22,189,514人と国内最大の州であり、アフリカ系アメリカ人は2,250,630人と国内5位である。アジア系アメリカ人は440万人と推計され、国内のアジア系人口1,310万人の約3分の1がカリフォルニア州に住んでいることになる。インディアン人口は285,162人でこれも国内最高である。
出自はメキシコ系 (25 %) が最多であり、次にアジア系、イギリス系、ドイツ系、およびアイルランド系と続く。メキシコ系特にチカーノの多くは、カリフォルニア州南部、セントラル・バレー、サリナス、およびサンフランシスコ湾地域に居住している。アングロサクソン民族の多くは、シエラネバダ東部、北縁、および北部海岸に居住している。カリフォルニアはもとより、北アメリカでアジア系が最も集中しているのが、サンフランシスコ近辺である。
2020年の国勢調査では、非ヒスパニック系白人比率が35%と2010年の国勢調査から約5ポイント下がり39%のヒスパニックが初めて多数派になった。

#### インディアン

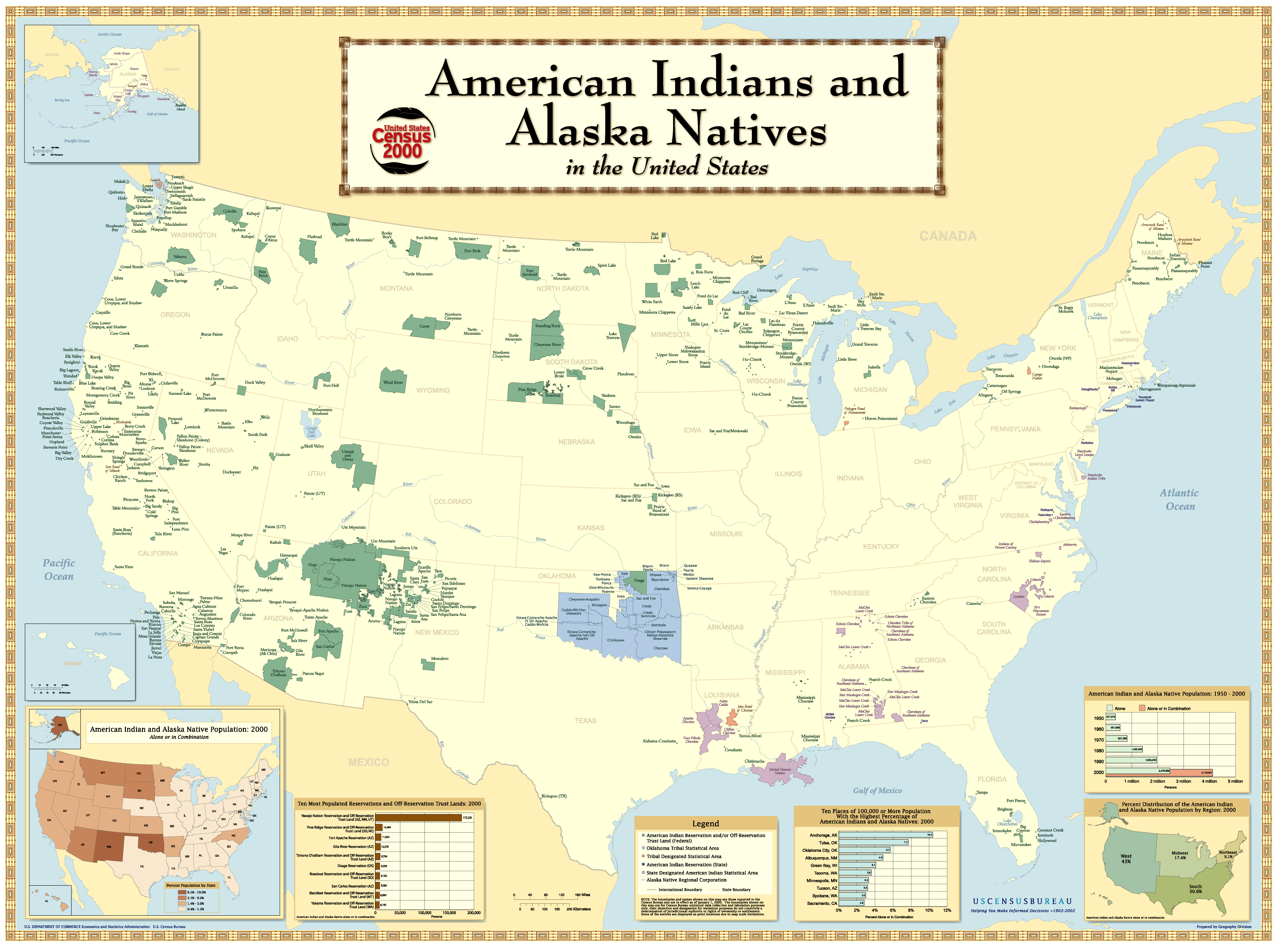
カリフォルニア州のインディアン保留地

同州にはかつて、60を数えるインディアン民族が先住していた。温暖な気候と豊富な漁業・狩猟資源に恵まれ、農業は発展しなかった。
18世紀にやってきたスペイン人は、さまざまな民族を捕えて強制的にキリスト教化し、農場の労務や他のインディアン民族の監督に使役し、これを「ミッション・インディアン（伝道インディアン）」と呼んだ。現在、カリフォルニア独自のインディアン集団となっている。
1849年を中心とするゴールド・ラッシュでは、金目当てにやってきた白人（フォーティーナイナー）が北部のインディアン民族の土地を蹂躙した。ヤヒ族のように根絶やしにされた民族もあった。
同州は、インディアンによる初の完全自治運営による短期大学「DQ大学」が開校された記念すべき州でもある。この学校は、朝鮮戦争時に連邦政府に没収され、ミサイルレーダー基地にされていたインディアン保留地が以後放置されていたものを返還させ跡地利用したものである。現在、州はこの大学の認定を取り消して廃校処分としており、インディアン学生による抗議運動が続けられている。
1960年代に巻き起こったインディアンの権利回復要求運動「レッド・パワー運動」では、全米でインディアンによる占拠抗議が行われた。同州で決行されたアルカトラズ島占拠事件は、中でも最大級のものであった。

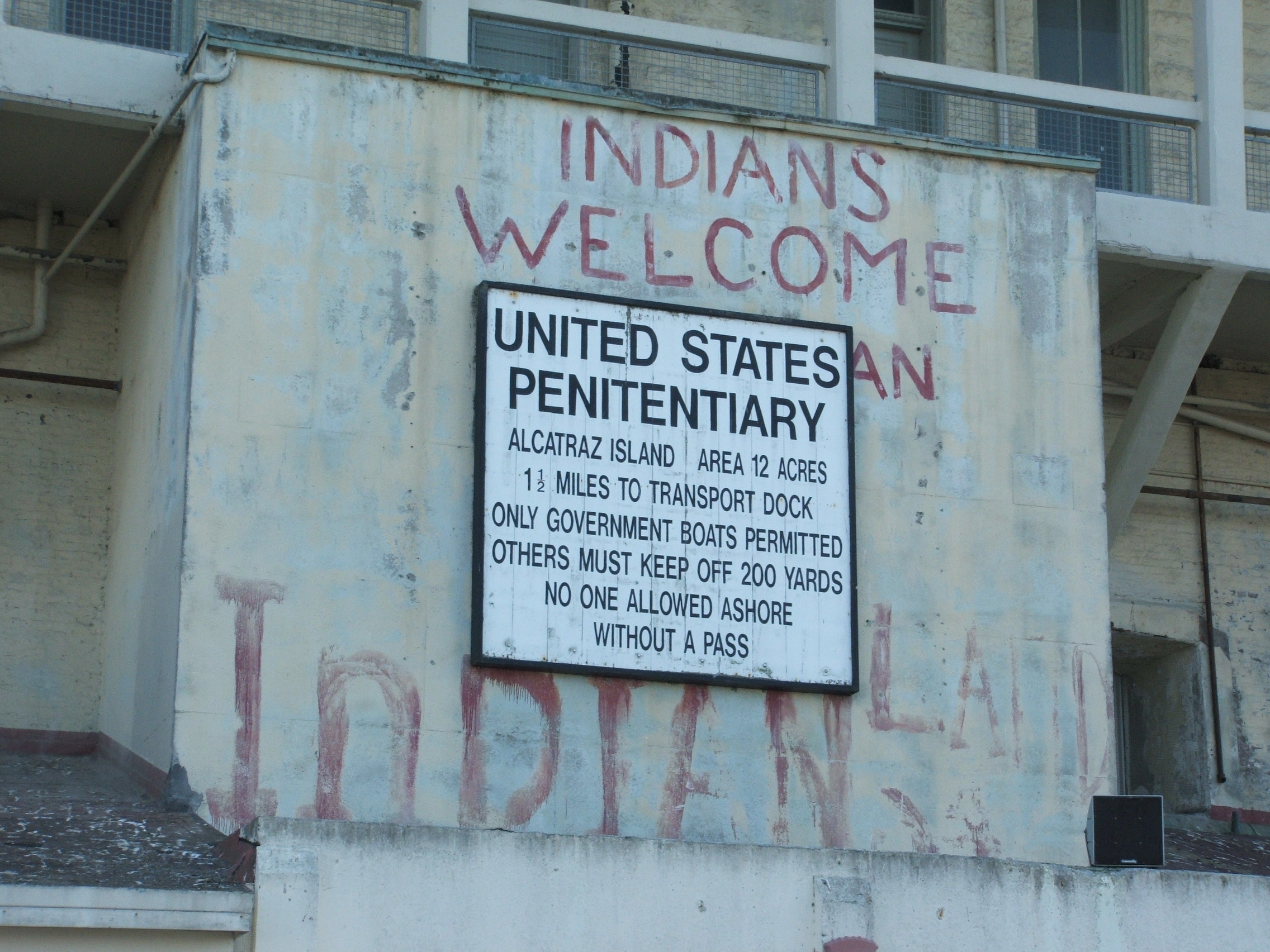
インディアンによるアルカトラズ島占拠の記念碑

1969年の11月20日、モホーク族のリチャード・オークス、サンテ・スー族のジョン・トラデルら老若男女79人のインディアンの人たちがアルカトラズ島に上陸、条約に基づく権利として「アルカトラズ島をインディアンの文化センターとする」と宣言、数百人のインディアンが全米から集まった。リチャード・ニクソン大統領が調停に入り、「レッド・パワー運動」は全世界に轟いた。占拠は1971年6月11日まで続いた。
小規模民族が多く、同州では「保留地 (Reservation)」は主に「集落 (Rancheria)」と呼ばれている。温暖な気候を利用し、果樹園を営む人々もある。リゾート観光事業に特化した人々も多いが、ほとんどの民族は産業を持てず貧困にあえぐ状況である。

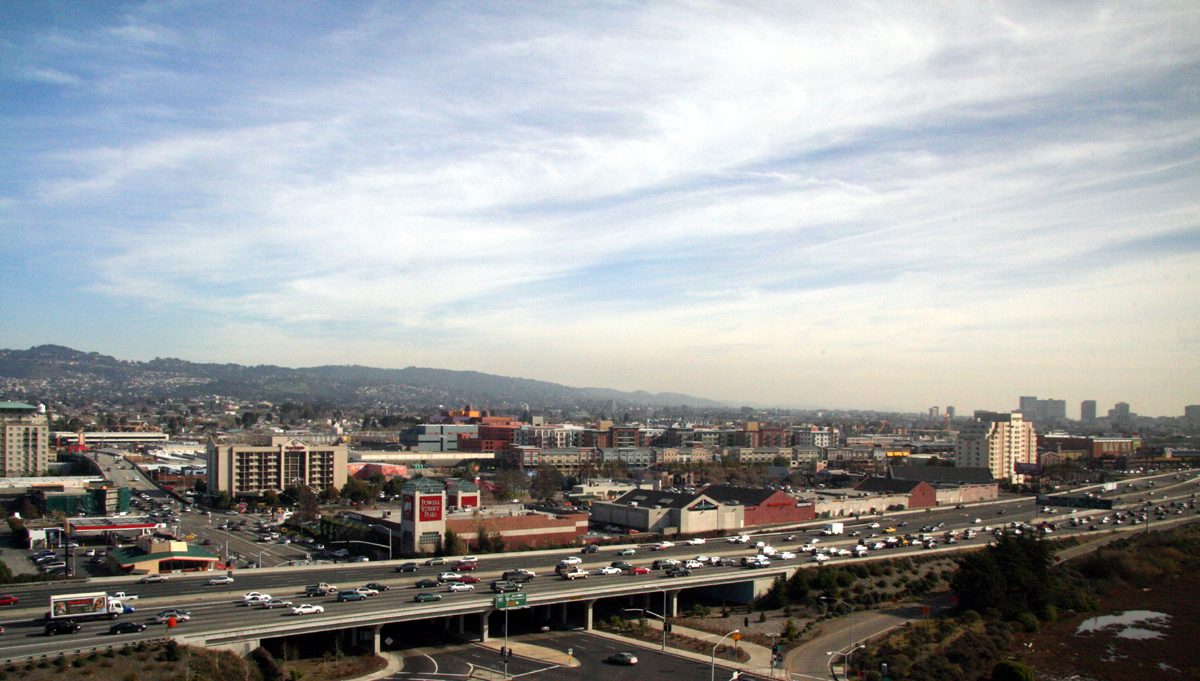
エメリービルの観光名所であるショッピング・センター「ベイ・ストリート・モール」は、ムウェクマ・オーロネ族の伝統墓地と貝塚を破壊して建てられた

絶滅扱いされ、民族認定されていないサンフランシスコの「オーロネ族・ムウェクマ・バンド」は、伝統の墓地と貝塚を破壊されて、ショッピングセンター「ベイ・ストリート・モール」を建てられた。民族の反対を押し切って行われた墓暴きでは、首長ローズマリー・ギャンブラが妨害行為を行ったとして逮捕された。発掘されたオーロネ族の数万個に上る遺骨片は、バークレー大学のインディアン博物館に押収展示されており、この民族はこの返還を求め係争中である。

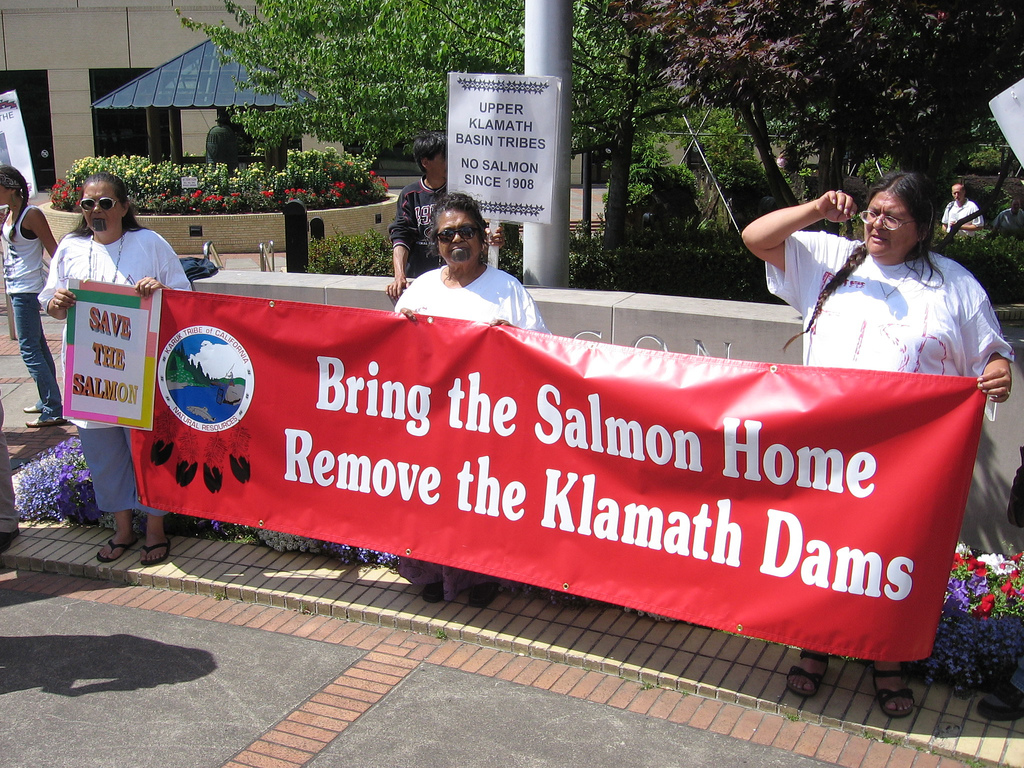
クラマス族による水利漁業権回復要求デモ（2006年）

同州を流れるクラマス川には、上流に鮭の遡上を遮る四つのダムがあり、伝統的な鮭漁が営めないとして、クラマス族、ユロク族はダムの撤廃を訴え、2004年と2005年にダムを所有する実業家の住むスコットランドへ赴き、現地で熱狂的に迎えられた。この際に魚道の確保や一部ダムの撤廃などを約束されたが、2006年にダムの所有者が移ったため、運動は振り出しに戻っている。また、カルク族はクラマス川で行われている砂金採りのレクリエーションイベントが河床を荒らし、鮭漁に有害であると抗議している。2009年1月、カリフォルニア漁業狩猟庁はこれが特別「非常事態」でもないとして却下した。カルク族のクレイグ・タッカーは「我々の漁場が非常事態でないと思うんなら、そいつらは頭のスイッチがいかれてるんだろう」とコメントした。
同州には19世紀に東部や南部から強制移住させられた民族もおり、多数の民族が現在、連邦政府の公式認定を要求し、係争中である。

##### インディアン・カジノ
1987年、「ミッション・インディアン・カバゾン・バンド」が民族の命運をかけて開設した高額賭け率のビンゴ場の「ファンタジー・スプリングス・リゾート・カジノ」は、これを違法とする州政府と「ミッション・インディアン・カバゾン・バンド訴訟」で争った末に最高裁で合法判決を勝ち取った。この判例は全米のインディアン民族に民族カジノ開設を競わせ、「インディアン・カジノ」は「現代のバッファロー」と呼ばれる民族のビジネス・モデルとなった。
1988年、連邦政府は「インディアン賭博規制法」を制定し、インディアン民族による賭博を三等級に分け、最上級のカジノ運営に関し、連邦認定された（つまり、保留地を所有する）インディアン民族に限って内務省管轄でこれを認めることとした。一方、同じインディアン民族でありながら連邦政府から「絶滅民族」とされ、連邦との条約規定を解消されて保留地や福利厚生の権利を没収された多数のバンドは、カジノを持つことも出来ず、自立の機会を奪われている。
現在、同州全体で58のカジノと、90のポーカー場を運営している。「宮殿」を名乗るカジノもあるが、実際に宮殿並みの外観を備え、ホテル、温泉や保養施設、レストランなどを揃えた一大リゾート施設となったものも多い。
同州のインディアン民族の人が経営するカジノ・賭博施設についてはカリフォルニア州のインディアン・カジノ一覧を参照。

### 言語
| 家庭で話される言語（カリフォルニア州） 2010 | 家庭で話される言語（カリフォルニア州） 2010 | 家庭で話される言語（カリフォルニア州） 2010 | 家庭で話される言語（カリフォルニア州） 2010 | 家庭で話される言語（カリフォルニア州） 2010 |
| ------------------------------------------- | ------------------------------------------- | ------------------------------------------- | ------------------------------------------- | ------------------------------------------- |
|                                             |                                             |                                             |                                             |                                             |
| 英語                                        | 英語                                        |                                             | 57.02%                                      | 57.02%                                      |
| スペイン語                                  | スペイン語                                  |                                             | 28.46%                                      | 28.46%                                      |
| 中国語                                      | 中国語                                      |                                             | 2.80%                                       | 2.80%                                       |
| タガログ語                                  | タガログ語                                  |                                             | 2.20%                                       | 2.20%                                       |

2005年現在、5歳以上のカリフォルニア州民の57.59 %は家庭で英語を話し、28.21 %はスペイン語を話している。以下、タガログ語2.04 %、中国語1.59 %、ベトナム語1.4 %、および朝鮮語1.05 %と続く。全体で42.4 %は英語以外を話している。
選挙公報、確定申告など公的文書にもスペイン語表記があるため、連邦や州の公用語だと誤解されがちであるが、アメリカ合衆国に公用語はない。一方、約30州が州の公用語を定めており、カリフォルニア州では1986年の州法改定で、共通語であり公用語であるのは英語である旨を明文化している。
2009年10月24日、知事シュワルツェネッガーは、チュマシュ族インディアン・サンタイネス・バンドを筆頭とするカリフォルニア・インディアン民族が提唱したインディアン部族語の保存援助を目的とする新しい州法案に署名した。州のこの新法は、同州のインディアン民族に、民族語再教育のためのライセンスや各種基準を認めるものである。同州にはかつて100以上の民族語が存在したが、「インディアン寄宿学校」による合衆国の民族浄化政策によって、半数以上が絶滅言語となってしまっている。

### 宗教
カリフォルニア州の住民の宗教は以下の通り。
- キリスト教 - 75 %
  - プロテスタント - 38 %
    - バプテスト - 8 %
    - 長老派教会 - 3 %
    - メソジスト - 2 %
    - ルーテル教会 - 2 %

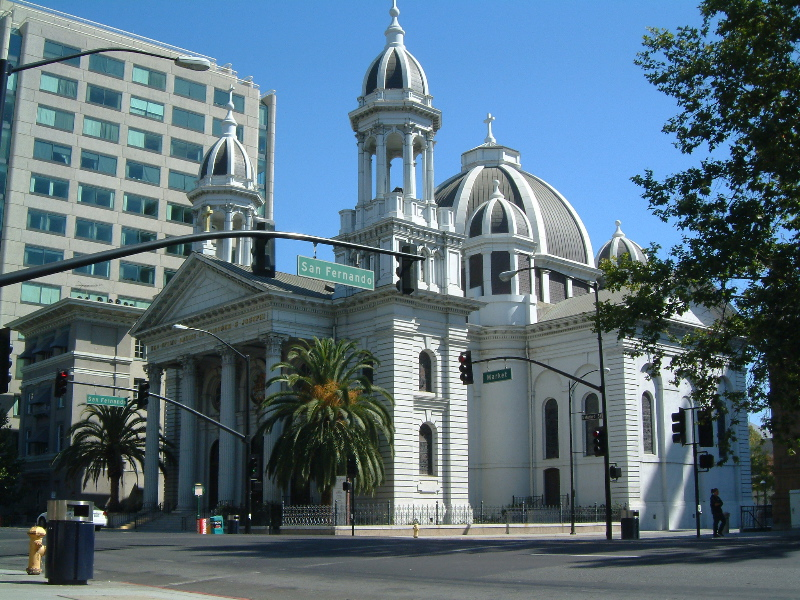
サンノゼのセントジョセフ・バシリカ

    - 他のプロテスタントまたは一般的なプロテスタント - 23 %

  - ローマ・カトリック - 34 %
  - 他のキリスト教 - 3 %
- ユダヤ教 - 2 %
- その他の宗教 - 3 %
- 無宗教 - 20 %

多くの他の西部の州と同じく、カリフォルニア州でも無宗教の比率が合衆国の他の地域に比して高い。

## 重要な都市および町

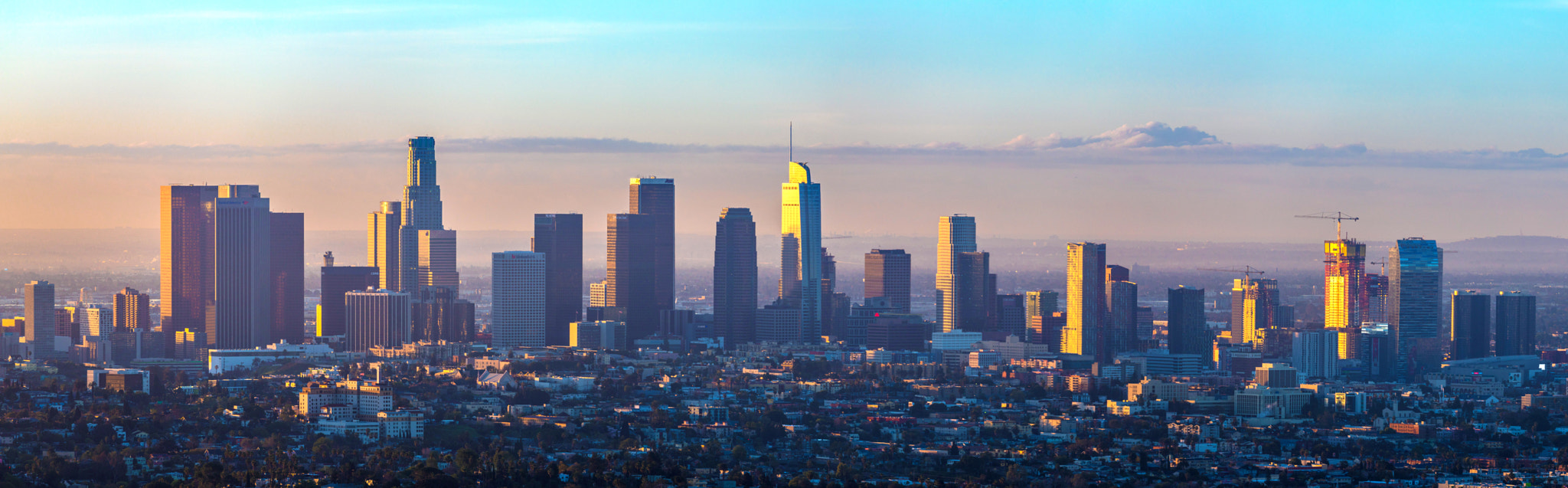
州内最大都市であるロサンゼルス

カリフォルニア州の人口の68%は、ロサンゼルス大都市圏、サンフランシスコ湾岸地域およびリバーサイド・サンバーナーディーノの3大都市圏に住んでいる。その他に規模は小さくなるがサンディエゴとサクラメントの都市圏にもそこそこの人口が集まっている。
サクラメントが1850年に市政を布いたのが最初の市になり、 サンノゼ、サンディエゴおよびベニシアが同年3月27日に続いた。 2011年7月1日に市制を施行したフルパバレーが最も新しい市である。
カリフォルニア州はチャーターと一般法の2種の市を認めている。一般法の市は州法でその存在を認められ、州の管轄を受ける。チャーター市は市自体のチャーターで統治される。19世紀に市政を布いた市はチャーター市が多かった。人口の多い10都市もすべてチャーター市である。以下、州内の人口の多い10都市、および10郡をそれぞれ挙げる。
| 順位 | 都市                 | 人口 within city limits | 面積 sq. miles | 人口 密度 per sq mi | 郡                 |
| ---- | -------------------- | ----------------------- | -------------- | ------------------- | ------------------ |
| 1    | ロサンゼルス         | 3,898,747               | 469.1          | 8,311.1             | ロサンゼルス郡     |
| 2    | サンディエゴ         | 1,386,932               | 324.3          | 4,276.7             | サンディエゴ郡     |
| 3    | サンノゼ             | 1,013,240               | 174.9          | 5,793.3             | サンタクララ郡     |
| 4    | サンフランシスコ     | 873,965                 | 46.7           | 18,714.5            | サンフランシスコ郡 |
| 5    | フレズノ             | 542,107                 | 104.4          | 5,192.6             | フレズノ郡         |
| 6    | サクラメント         | 524,943                 | 97.2           | 5,400.6             | サクラメント郡     |
| 7    | ロングビーチ         | 466,742                 | 50.5           | 9,242.4             | ロサンゼルス郡     |
| 8    | オークランド         | 440,646                 | 56.1           | 7,854.7             | アラメダ郡         |
| 9    | ベーカーズフィールド | 403,455                 | 140.5          | 2,871.6             | カーン郡           |
| 10   | アナハイム           | 346,824                 | 48.9           | 7,092.5             | オレンジ郡         |

| 順位 | 郡                     | 人口 within county limits | 面積 sq. miles | 人口 密度 per sq mi | 最大都市             |
| ---- | ---------------------- | ------------------------- | -------------- | ------------------- | -------------------- |
| 1    | ロサンゼルス郡         | 10,014,009                | 4,061          | 2,466               | ロサンゼルス         |
| 2    | サンディエゴ郡         | 3,298,634                 | 4,200          | 785                 | サンディエゴ         |
| 3    | オレンジ郡             | 3,186,989                 | 789            | 4,037               | アナハイム           |
| 4    | リバーサイド郡         | 2,418,185                 | 7,207          | 336                 | リバーサイド         |
| 5    | サンバーナーディーノ郡 | 2,181,654                 | 20,052         | 109                 | サンバーナーディーノ |
| 6    | サンタクララ郡         | 1,936,259                 | 1,291          | 1,500               | サンノゼ             |
| 7    | アラメダ郡             | 1,682,353                 | 738            | 2,280               | オークランド         |
| 8    | サクラメント郡         | 1,585,055                 | 966            | 1,641               | サクラメント         |
| 9    | コントラコスタ郡       | 1,165,927                 | 720            | 1,619               | コンコード           |
| 10   | フレズノ郡             | 1,008,654                 | 5,963          | 169                 | フレズノ             |

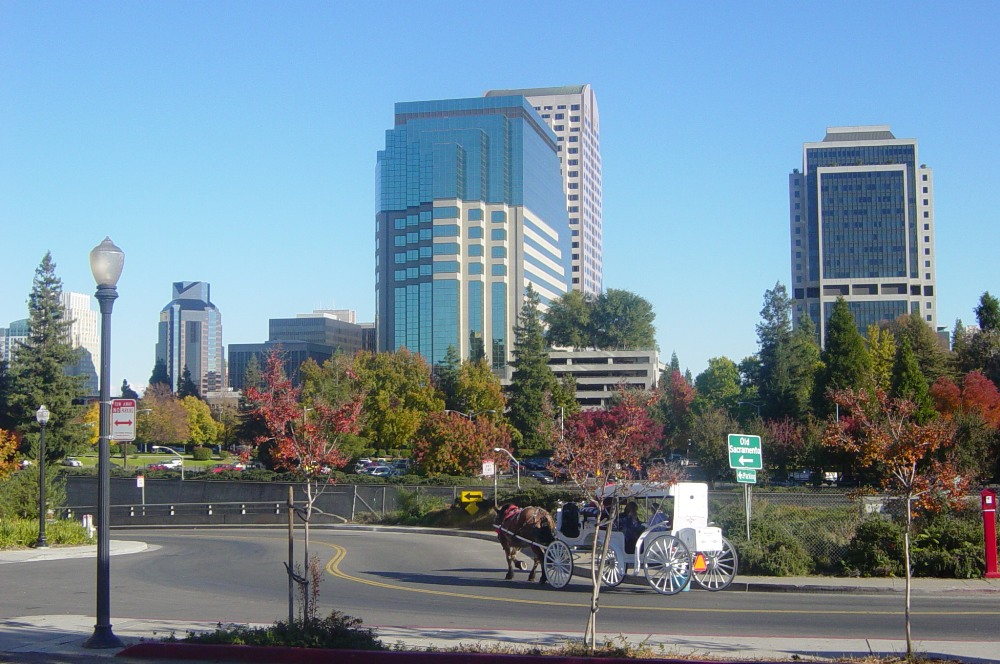
サクラメント（州都）
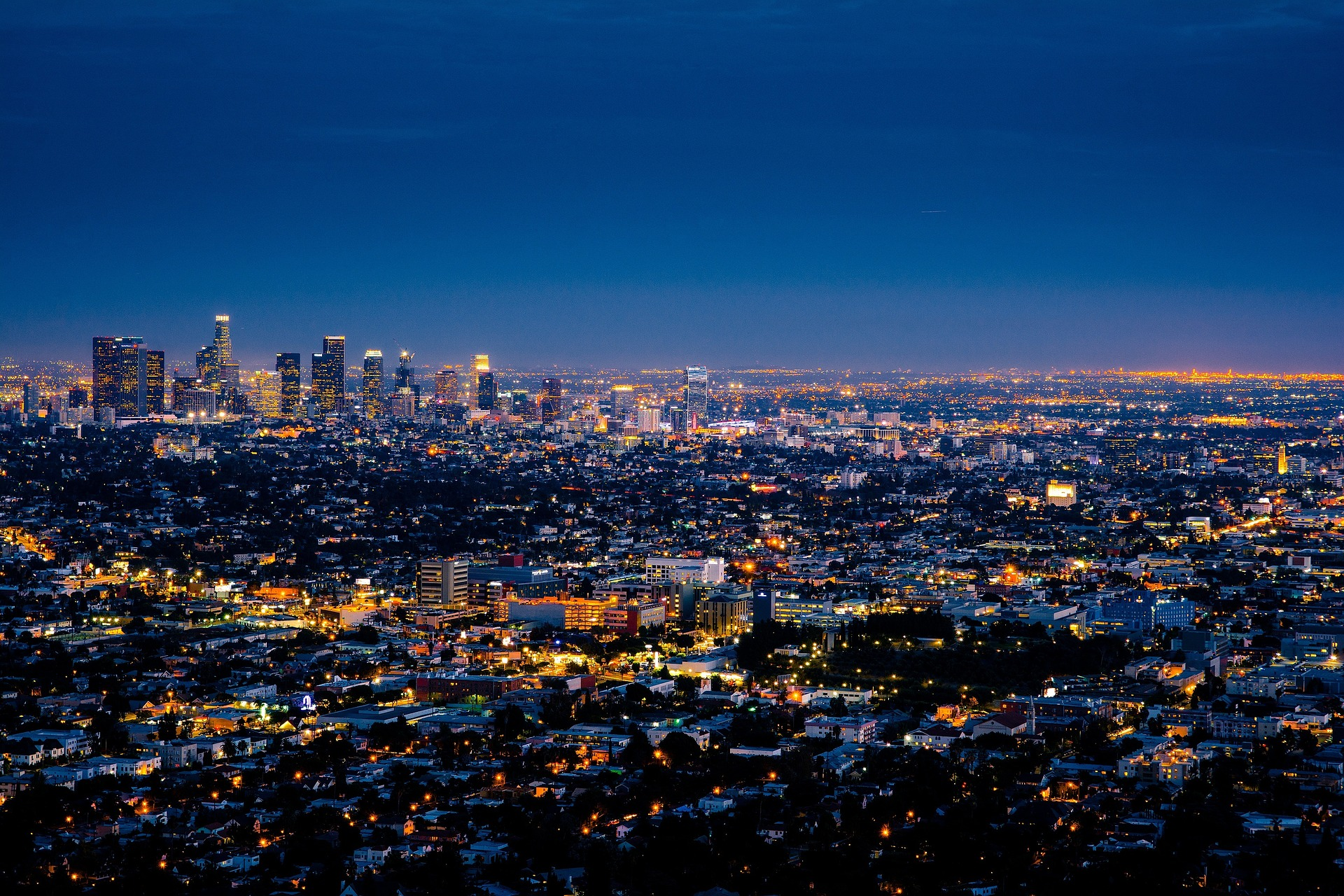
ロサンゼルス
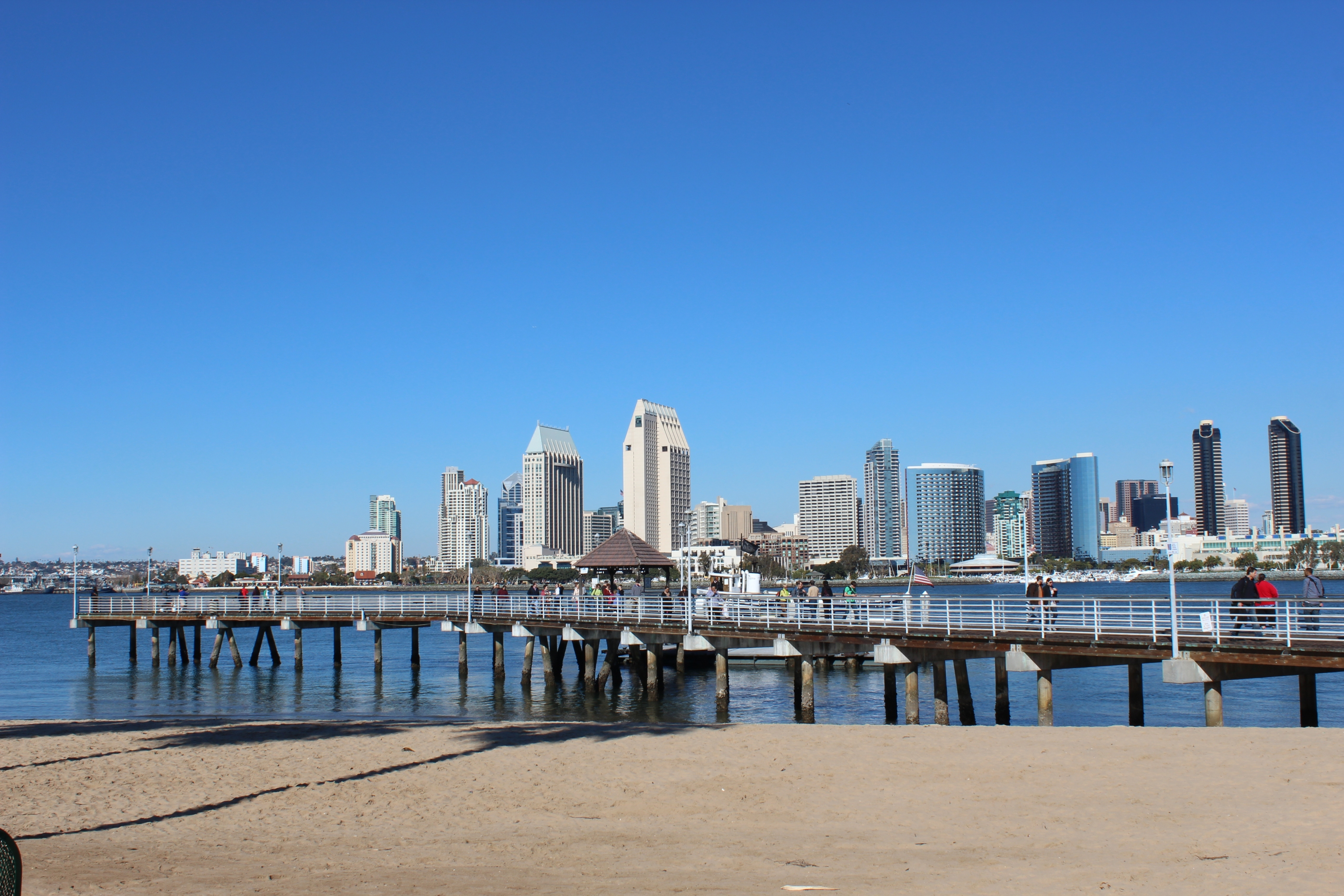
サンディエゴ
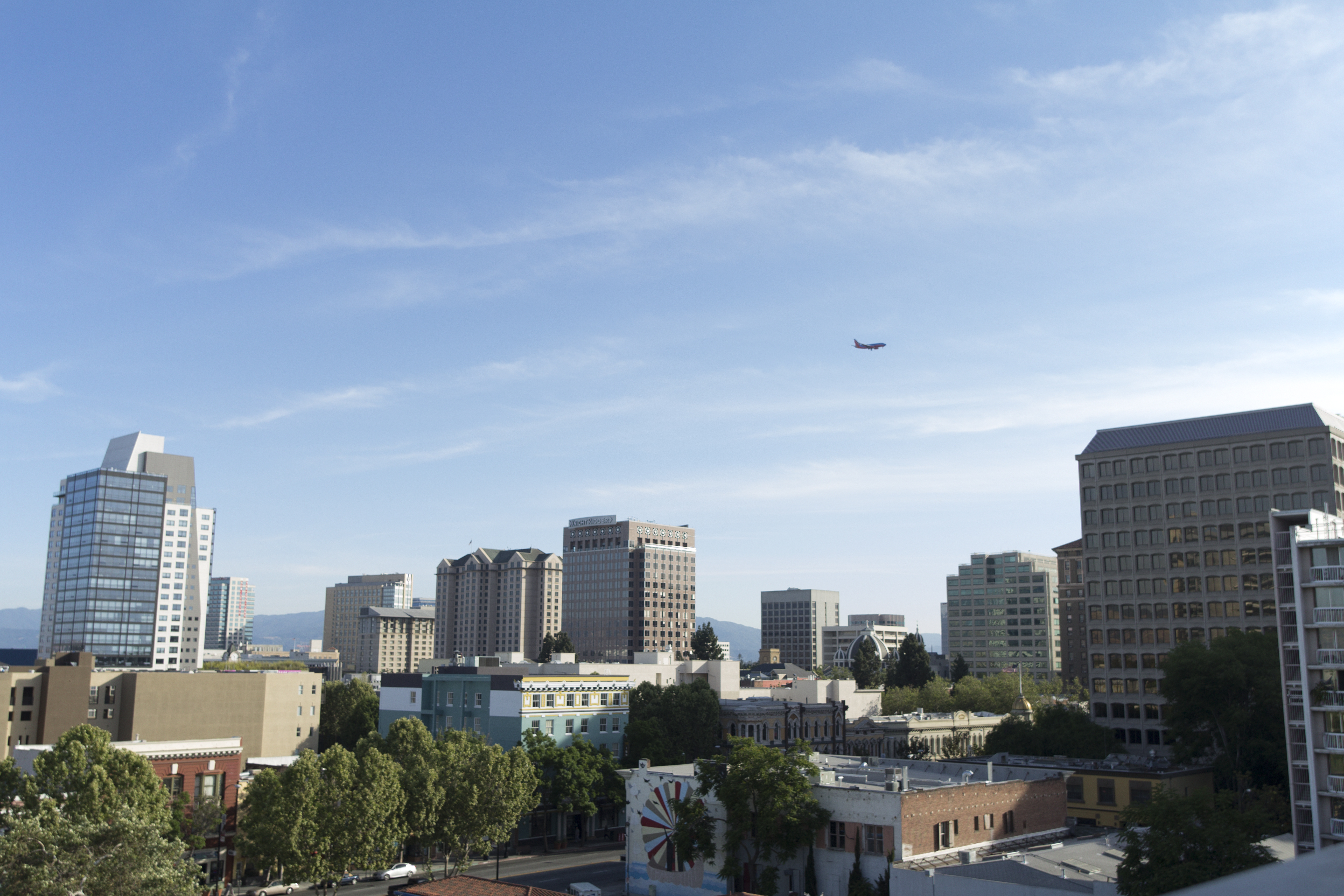
サンノゼ
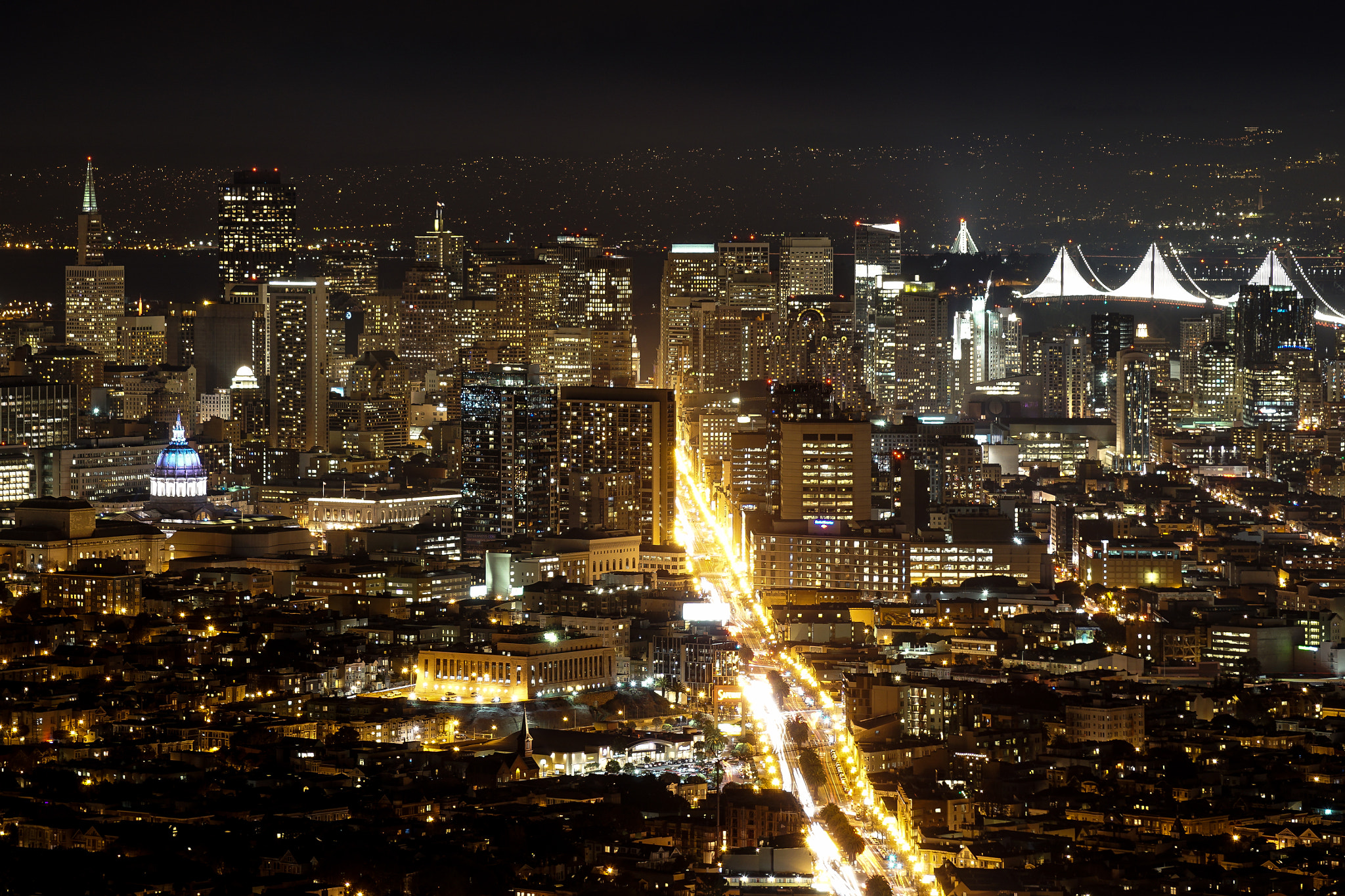
サンフランシスコ
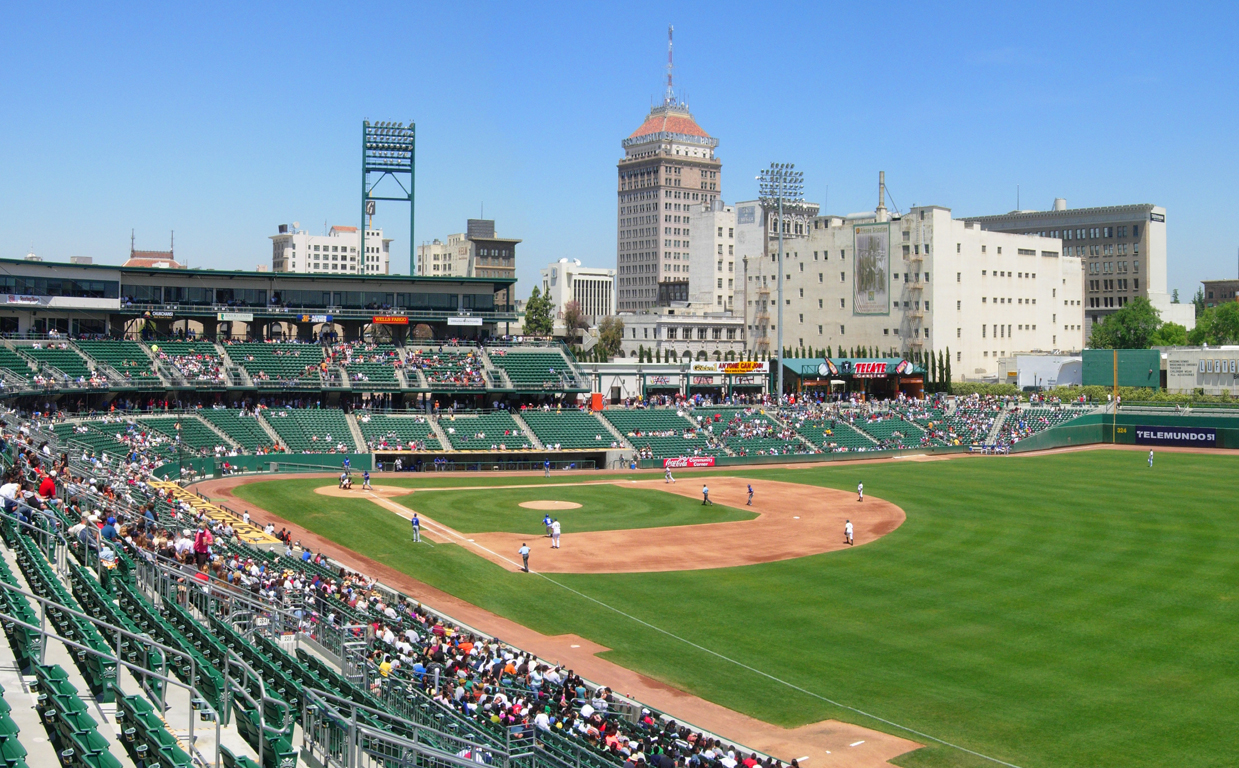
フレズノ

なお、上表の人口は2020年4月1日付けで行われた国勢調査による数値である。
上の地域内の重要な郊外の一覧、参照：en:List of urbanized areas in California (by population)。
参照：en:List of cities and towns in California および en:List of cities in California (by population)
参照：カリフォルニア州の郡一覧

### カリフォルニア州内の25の豊かな場所
以下のリストは住人の平均個人所得による順位である：
1. ポートラーバレー (カリフォルニア州) - サンマテオ郡 - $152,128
2. アサートン (カリフォルニア州) - サンマテオ郡 - $144,197
3. リッチベール (カリフォルニア州) - ビュート郡 - $131,735
4. ヒルズボロ (カリフォルニア州) - サンマテオ郡 - $127,868
5. ヒドゥンヒルズ (カリフォルニア州) - ロサンゼルス郡 - $126,620
6. ウッドサイド (カリフォルニア州) - サンマテオ郡 - $125,559
7. ロスアルトスヒルズ - サンタクララ郡 - $123,127
8. レイクシャーウッド (カリフォルニア州) - ベンチュラ郡 - $120,676
9. ベルヴェディア (カリフォルニア州) - マリン郡 - $119,798
10. ローリングヒルズ (カリフォルニア州) - ロサンゼルス郡 - $117,241
11. ディアブロ (カリフォルニア州) - コントラコスタ郡 - $113,989
12. ランチョサンタフェ (カリフォルニア州) - サンディエゴ郡 - $113,132
13. ケンフィールド (カリフォルニア州) - マリン郡 - $109,976
14. モンテセレノ (カリフォルニア州) - サンタクララ郡 - $105,597
15. ピードモント (カリフォルニア州) - アラメダ郡 - $101,794
16. ハクンバ (カリフォルニア州) - サンディエゴ郡 - $99,860
17. ティブロン (カリフォルニア州) - マリン郡 - $99,710
18. パサティエンポ (カリフォルニア州) - サンタクルーズ郡 - $98,473
19. ロヨーラ (カリフォルニア州) - サンタクララ郡 - $98,398
20. ロス (カリフォルニア州) - マリン郡 - $95,706
21. ラデラ (カリフォルニア州) - サンマテオ郡 - $95,386
22. マリブ (カリフォルニア州) - ロサンゼルス郡 - $95,212
23. マギークリーク (カリフォルニア州) - モノ郡 - $93,233
24. シルヴェラードリゾート (カリフォルニア州) - ナパ郡 - $89,910
25. サウサリート - マリン郡 - $89,751

カリフォルニア州の場所の所得ランキング

## 法律および行政

### 州政府

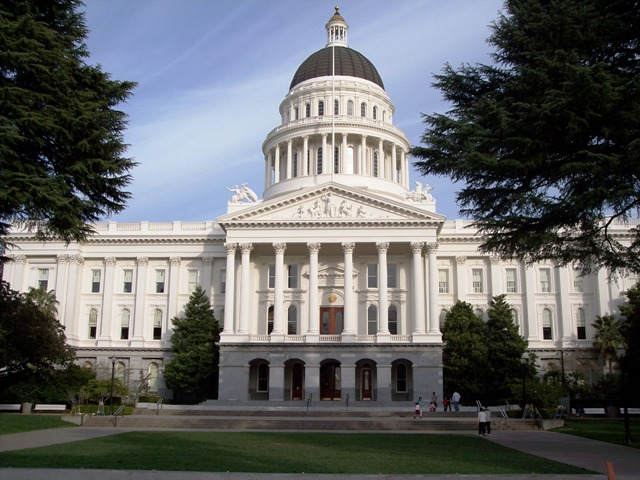
サクラメントにあるカリフォルニア州議会議事堂

カリフォルニア州は共和制の三権分立制を採っている。すなわち知事とその他選挙で選ばれる憲法で定めた行政官からなる執行府、下院と上院からなる立法府および最高裁判所と下級裁判所からなる司法府である。また直接請求、住民投票、リコールおよび批准という手段で有権者が直接政治に参加できる仕組みがある。政党は閉鎖的予備選挙あるいは党員と無所属の者のみが投票できる予備選挙のどちらかを選択できる。

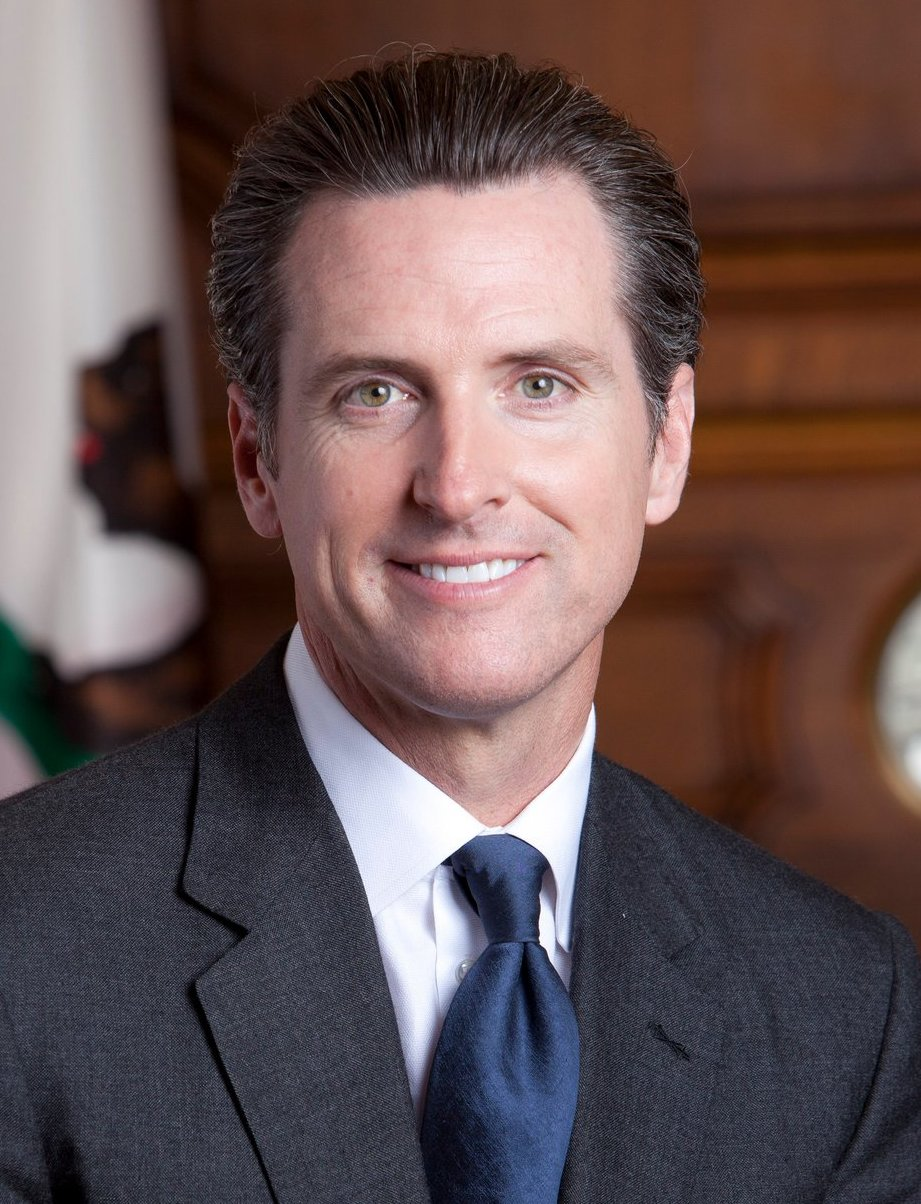
ギャビン・ニューサム

現在の州知事は民主党出身のギャビン・ニューサムである。知事とその他選挙で選ばれる憲法で定めた行政官の任期は4年間であり、再選は1回のみ可能である。州議会は上院が定数40人、下院が80人である。上院は4年任期、下院は2年任期である。下院議員は3期まで、上院議員は2期までという上限がある。2021年現在上院は民主党所属の議員が31名、共和党所属の議員が9名おり、下院は民主党所属の議員が59名、共和党所属の議員が19名となっている。
カリフォルニアの法体系は明確にイギリスのコモン・ローに基づいている が、夫婦共有財産のようにスペインの大陸法から継承したものもある。死刑は合法であり、現在国内最多の「処刑待ち」死刑囚を抱えている。死刑囚監房はサンフランシスコの北、マリン郡にあるサン・クエンティン州立刑務所にある。人権問題が提起されているので、死刑執行は現在無期限に止められている。州内の刑務所に居る受刑者の数は1980年の25,000人から2007年の17万人以上にまで膨れ上がっている。
カリフォルニア州の司法府は合衆国の州の中で最大であり、判事が1,600人居る（連邦司法府は約840人に過ぎない）。最高裁判所の判事は7人である。最高裁判所と控訴裁判所の判事は知事によって指名されるが、12年ごとに有権者の審査を受けることになっている。
全米10大都市にランクされるロサンゼルスやサンフランシスコなどの大都市圏をかかえるカリフォルニア州は、かつての大気汚染などの問題もあり、メーカーなどの産業廃棄物処理・排水規制などの法人対象の法や、ベルモント市の2009年より個人所有のアパートなどを含む共有空間での喫煙を禁じる条例など、早期から取り締まられた排気ガス規制など環境関連の規制が全米で最も厳しい。
1970年代はアメリカでもっともすばらしい政治運営がなされている場所と評価されていたが、重要な法案を州民投票で直接選択する方針を採ってからは行政運営が上手くいっておらず、かつては全米一と言われていた教育水準も年々低下している。

### 国政
カリフォルニア州には特有の政治文化がある。全米50州の中で2番目に妊娠中絶を認め、また同性婚も全米で2番目に認めた。
1990年代以降の国政選挙では概して民主党候補を支持してきた一方で、知事には共和党候補を選んできた。ただし、それら共和党知事の多くは党内でも中道寄りであると見なされる。
地域的には、共和党は北東部で優勢であるが、ロサンゼルス郡やサンフランシスコ・ベイエリアなどの海岸地域は民主党の強固な地盤となっている。
2000年以降の政治的傾向は民主党が強い、いわゆる青い州となっており、国政レベルではその傾向が特に顕著である。1992年以降、民主党は連邦上院議員選挙を全て制している他、州議会の上下両院でも多数党である。連邦議会下院では、第118会期で民主党議員40人、共和党議員12人となっている。州内の各選挙区はどちらかの政党が優位となっており、接戦になる選挙区は少ない。2007年のバージニア大学政治センターの論評によれば、下院議員の数は53人（当時）よりも3人多い56人であるべきとされている。

## 経済

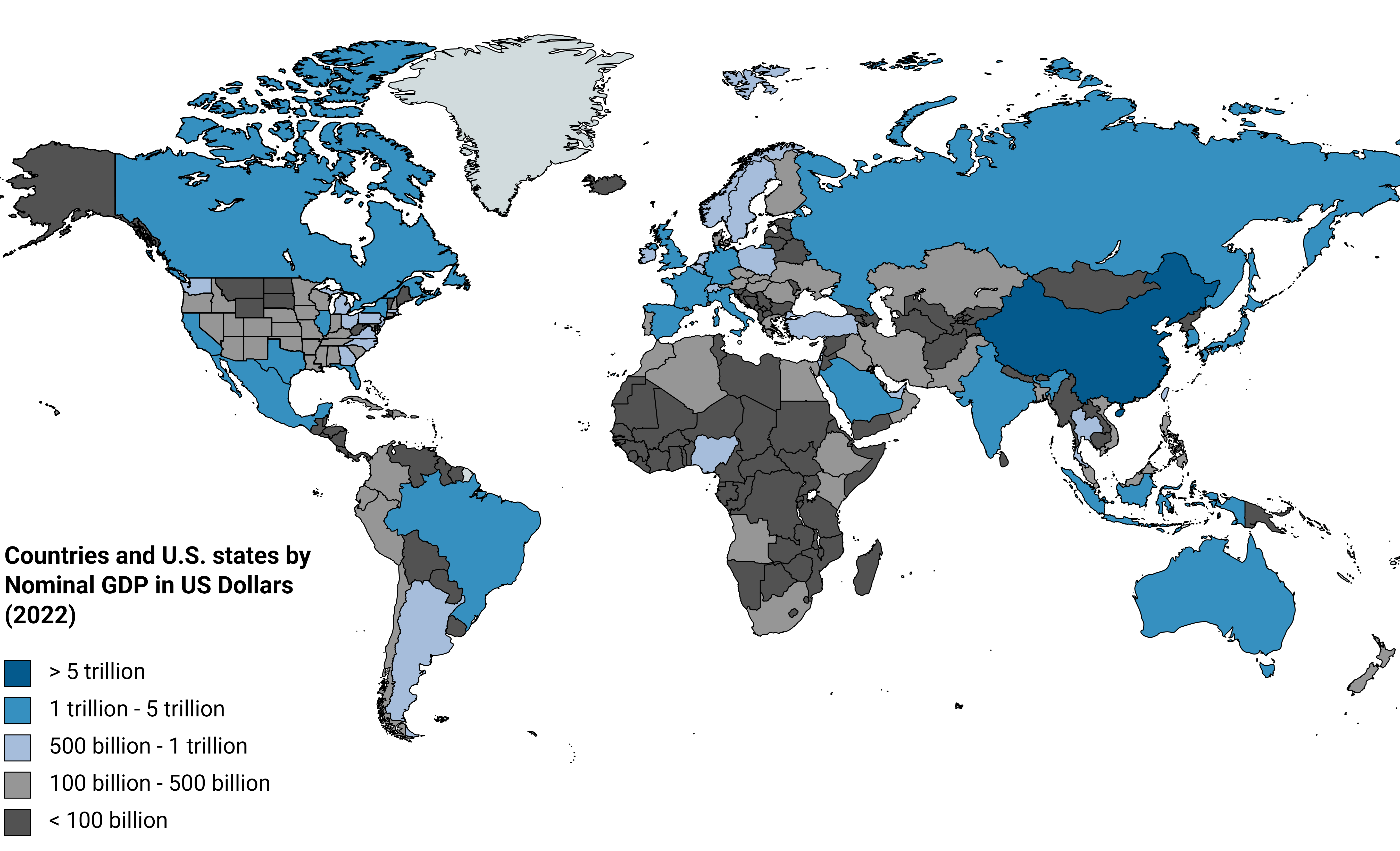
カリフォルニア州が1つの国であれば、国内総生産は7位から10位の間に入る。

カリフォルニア州のGDP産業別内訳、2008年

2007年時点で州の総生産は約1兆8,120億ドルであり、国内の州では最大で、アメリカ合衆国のGDPの13 %を占めている。世界の国と比較してもGDPで9位、購買力平価説購買力平価で12位になる。しかし、2009年 - 2010年会計年度では263億ドルの赤字だった。2008年後半の経済減退と世界金融危機への対応が緊急課題となったために州予算の成立が3か月も遅れたが、単に赤字を2009年に繰り越したに過ぎない。1つの問題は州の歳入のかなりの部分が、少数の富裕な州民から上がる所得税に依存していることである。例えば2004年の場合、納税者の3 %が収税全体のうちの60 %を払っていた。課税できる収入はキャピタルゲインに頼っているために、証券市場の減退が大きく影響してきた。州知事は歳出の大幅なカットと増税を提案してきたが、議会との間で続くこじれのために法案の通過は困難な状況にある。
州の歳出は1998年の560億ドルから2008年の1,310億ドルまで増加し、2008年には400億ドルの赤字になった。2010年には720億ドル とさらに赤字が増加する可能性がある。
雇用数を比較すると貿易・交通および公共事業の分野、地方自治体、専門職と事業経営分野、教育と健康分野および観光娯楽分野が3つの大きな分野である。最大の雇用主はUniversity of Californiaである。生産高でみると、金融が大きく、続いて貿易・交通および公共事業の分野、教育と健康分野、地方自治体、製造分野の順になる。2010年1月の失業率は12.5 %と国内では5番目に高く、2007年の5.9 %からかなり上昇した。
カリフォルニア州の経済は貿易と国際商取引への依存率が高く、およそ州経済の4分の1に相当している。2008年の輸出額は1,440億ドルであり、2006年の1,270億ドル、2007年の1,340億ドルから増加してきている。中でもコンピュータと電子製品が2008年の輸出額の42 %と飛びぬけて高い
。
農業はカリフォルニア州経済の大変重要な分野であり続けている。過去30年間の農業関連売上高は、1974年の73億ドルから2004年の310億ドルと約4倍になった。この期間、農業用地は15 %減り、農業用水供給量は慢性的不安定な状態だったが、これだけ売上高は上がった。これは農業適地を集中的に使ったことと、技術的改善で収量を上げたことが貢献している。
2007年のカリフォルニア州1人当たり所得は38,956ドルであり、国内の州では8位になっている。これは地域や職業で幅広く異なっている。例えば、セントラル・バレーでは、移民農場労働者が最低賃金以下で働いているので、最も貧しい地域になっている。近年サンホアキン・バレー地域がアパラチア地域と並んで、合衆国で最も経済的に落ち込んだ地域の1つになってきた。一方海岸にある多くの都市の中には、一人当たりの所得で合衆国の中でも、最も裕福な地域がある。北部のハイテク産業が集積したシリコンバレー、サンタクララ郡とサンマテオ郡はインターネット・バブルによる不況から立ち直ってきた。
カリフォルニア州は6等級で変わる所得累進課税方式を採っており、最高税率は9.3 %である。所得税総額は年400億ドルになる。消費税率は8.25 %であり、地方消費税を含むと10.75 %になる。固定資産税は購入時の適正市場価格に基づいて課税され、実勢市場価格に合わせて増税されることはない。
2009年の経済危機でカリフォルニア州は破産状態になっている。6月にアーノルド・シュワルツェネッガー知事は「我々の財布は空であり、銀行は閉じ、信用は無くなった」と語った。現在240億ドルの歳出カットを提案している。

### 主な企業など
カリフォルニア州に本拠地のある企業には以下のようなものがある。
| - アクティビジョン - Apple - アドビ - EBay - インテル - ウォルト・ディズニー・カンパニー - ユニバーサル・スタジオ - オラクル - GAP - キャロウェイゴルフ - クアルコム - Google - AMD - グローバルファウンドリーズ - シェブロン - シスコシステムズ | - シマンテック - スカイウォーカー・サウンド - スペースX - スペースシップ・カンパニー - ソニー・インタラクティブエンタテインメント - タコベル - テスラ - Twitter - ネットアップ - Netflix - ヒューレット・パッカード - Facebook - マカフィー - Yahoo! - ユノカル - リーバイス - マーベル・テクノロジー・グループ |  |

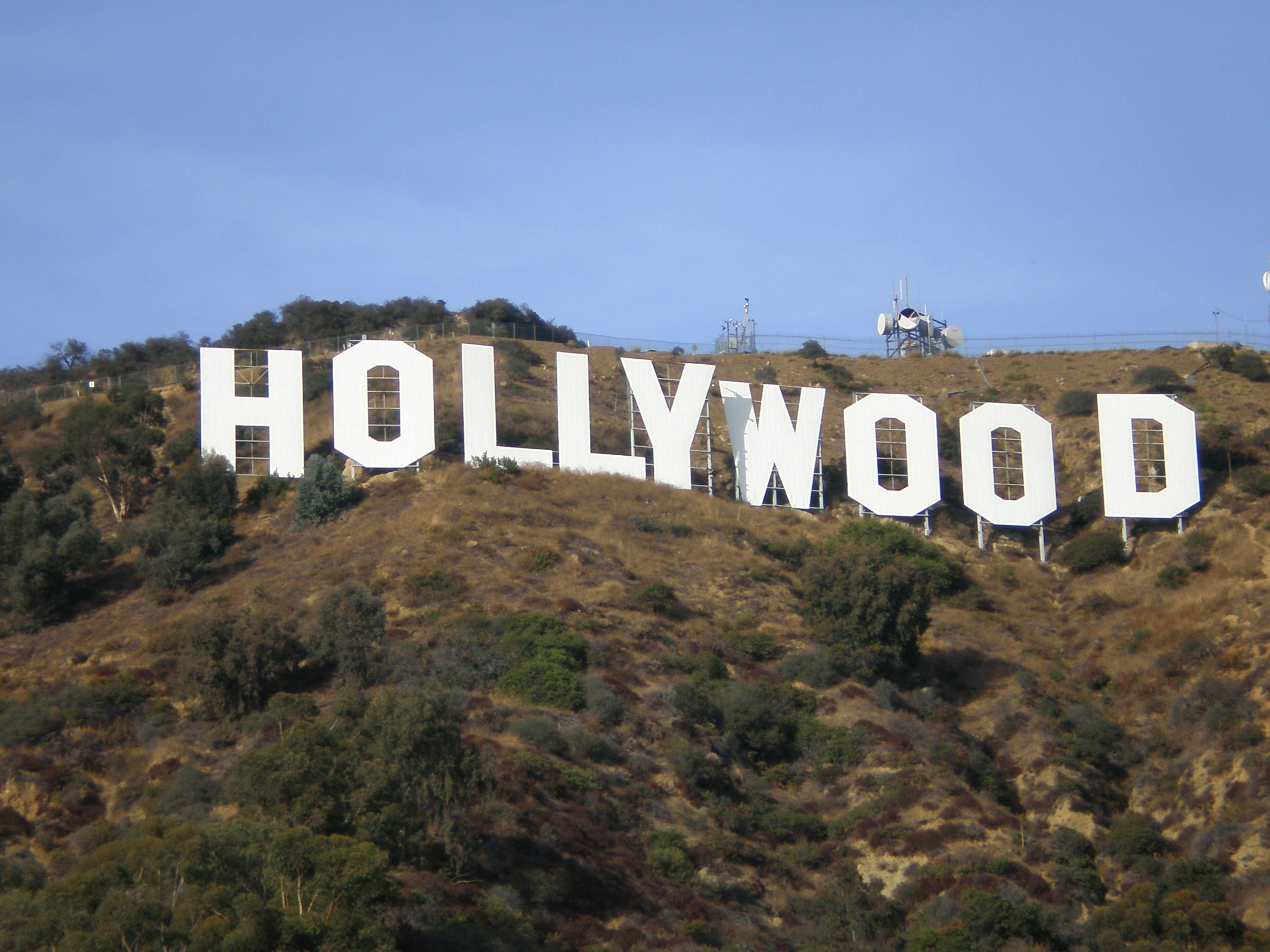
ja:ハリウッドサインはカリフォルニア州の巨大な娯楽産業の象徴として最もよく知られている。

## 交通

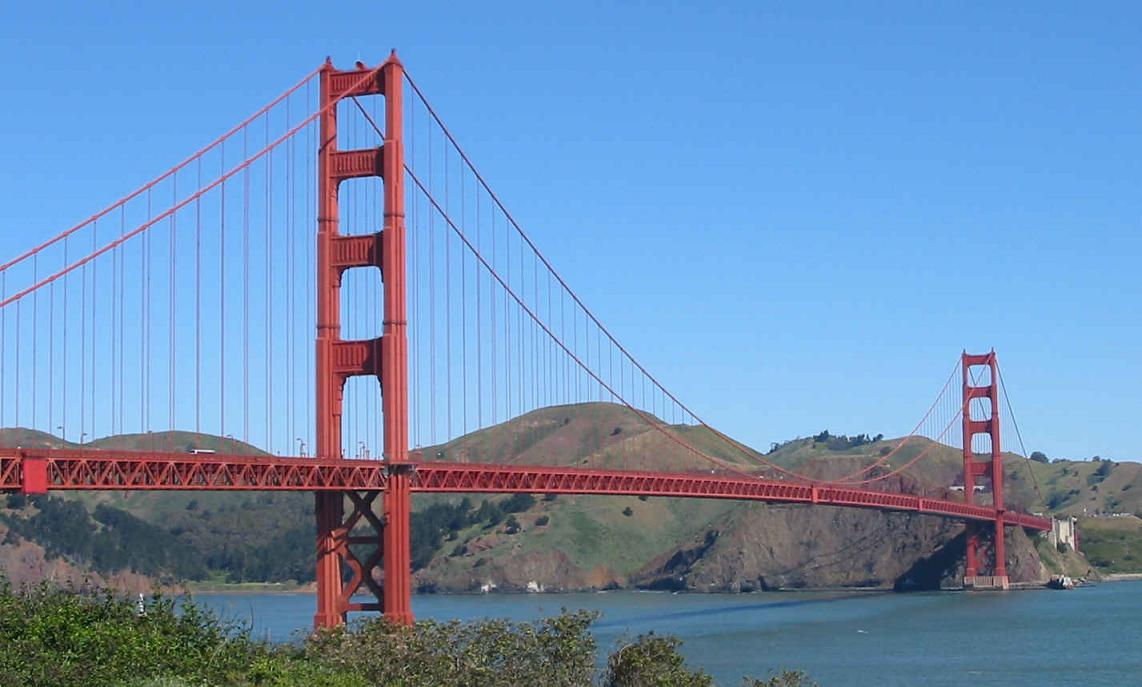
サンフランシスコの金門橋、カリフォルニアでも最も有名なランドマークになっている。

カリフォルニアの広大な領域はフリーウェイ、イクスプレスウェイおよびハイウェイ（公道）で繋がれている。車社会であり、都市部は交通渋滞が激しい。州道の建設と保守、および州全体の交通計画は州交通局が担当している。人口の急増で交通網に歪みを来たしており、積極的にフリーウェイの交通網拡張を継続すべきか、都会における大量交通手段の改良に集中すべきかというのが州政の課題で有り続けている。
州内でも有名なランドマークの1つが1937年に完工したゴールデン・ゲート・ブリッジである。オレンジ色に塗られ湾を見下ろすパノラマのような景色が観光客に人気であり、歩行者や自転車も通ることができる。エル・カミノ・レアル（スペイン語で「王の道」）や太平洋岸ハイウェイとも呼ばれる州道1号線の一部であるアメリカ国道101号線として同時に指定された。サンフランシスコ・ベイエリアに架かる7つの橋の中で、1936年に完工したサンフランシスコ・オークランド・ベイブリッジも有名である。二階建てのこの橋は1日28万台の交通量があり、イエルバ・ブエナ島で2つの部分に分かれている。
太平洋および合衆国本土内との交通はロサンゼルス国際空港とサンフランシスコ国際空港が大きな中継点になっている。州内には他にも約12の商業空港と多くの一般用途空港がある。
重要な海港も幾つかある。南部のロサンゼルス港とロングビーチ港で作られる巨大な海港は国内でも最大であり、コンテナ取扱量では国内の約4分の1となっている。オークランド港は国内4位であり、環太平洋地域との貿易を扱い、北カリフォルニアから全米に入る海上コンテナの大半を送り出している。

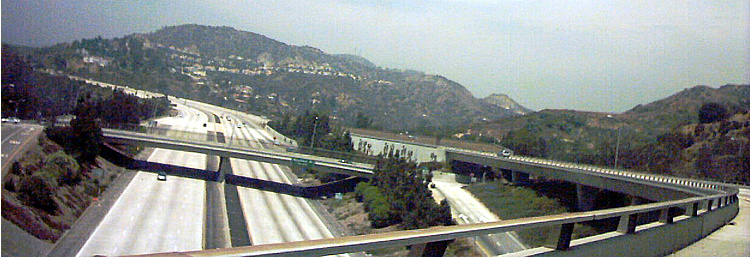
高規格道路のインターチェンジ

都市間鉄道はアムトラックが運行しており、合衆国の北東回廊の次に運行本数の多い路線が3線ある。これらの州内完結の路線にはアムトラック・カリフォルニアという独自のブランド名がつけられ、他のアムトラック列車とは違った塗装・仕様の車両が用いられる。このほかにもアムトラックは州西海岸の都市を起点に東部・北部方面への大陸横断・縦断列車を運行している。ロサンゼルス（ロサンゼルス郡都市圏交通局）やサンフランシスコ（サンフランシスコ市営鉄道）の都市圏には地下鉄やライトレールのネットワークがある。ライトレールはサンノゼ、サンディエゴ、サクラメントおよびサンディエゴ郡北部でも運行されている。さらに通勤列車としては、サンフランシスコ・ベイエリアのアルタモント通勤急行、バート、カルトレイン、ソノマ・マリンエリア鉄道、ロサンゼルス大都市圏のメトロリンク、サンディエゴ郡のコースターがある。カリフォルニア高速鉄道局が1996年に創設され、サンフランシスコとロサンゼルス間を2時間半で結ぶ計画である。総延長は700マイル (1127 km) になる可能性がある。100億ドル近い資金（州債）が投入される建設は2008年11月の住民投票で承認された。ほとんど全郡でバス路線を運行しており、多くの都市にもバス便がある。都市間のバス路線はグレイハウンドとアムトラックのスルーウェイコーチ（鉄道連絡バス）が運行している。ただし、後者についてはカリフォルニア州法の規定によりバス区間単独での乗車券の発売が認められておらず、鉄道との乗り継ぎで利用することが前提となっている。
| - 主要な州間高速道路： - I-5 - I-8 - I-10 - I-15 - I-40 - I-80 | - 州内の空港 - サンディエゴ国際空港 (SAN) - ノーマン・Y・ミネタ・サンノゼ国際空港 (SJC) - サンフランシスコ国際空港 (SFO) - ロサンゼルス国際空港 (LAX) - サクラメント国際空港 (SMF) - サンタバーバラ空港 (SBA) - サンタモニカ空港 (SMO) - オークランド国際空港 (OAK) - パームスプリングス国際空港 (PSP) - サンバーナディーノ国際空港 (SBD) - フレズノ・ヨセミテ国際空港 (FAT) - カレキシコ国際空港 (CXL) - オンタリオ国際空港 (ONT) - サンタ・アナ・オレンジ・カウンティー空港 (SNA) |

## 教育

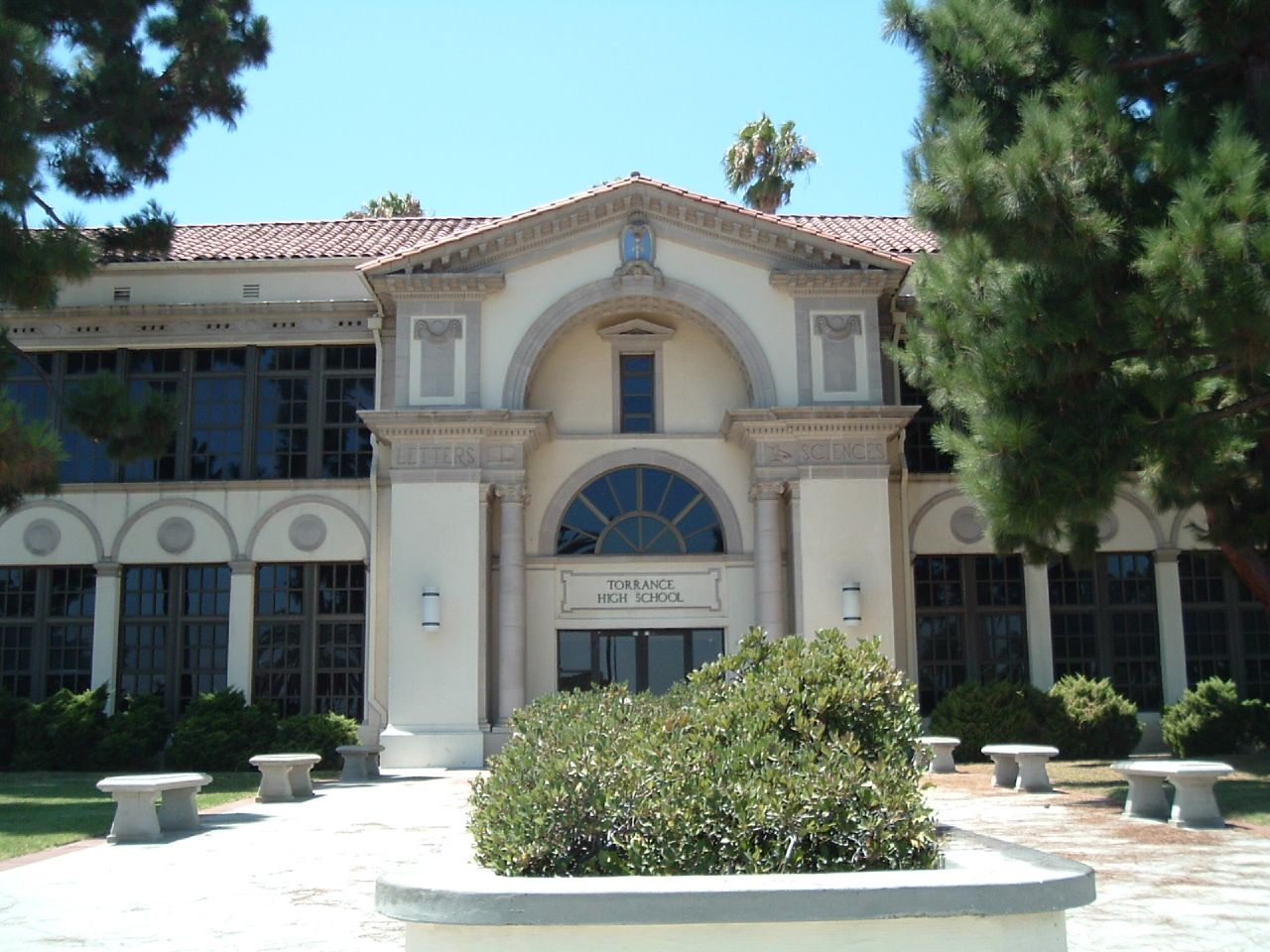
トランス高校はカリフォルニア州で開校を続けている最古の高校であり、テレビや映画の撮影で人気がある。

公立の中等教育には貿易、言語および教養科目で選択コースを教えている高校があり、天分に恵まれた者、カレッジを指向する者および工業系を指向する生徒のためのものである。カリフォルニア州の公共教育システムは特徴ある憲法修正条項で支持されており、幼稚園生から12年生までとコミュニティ・カレッジの最低予算を手当てしている。コミュニティ・カレッジは経済の発展と共に成長し入学者が増えている。
2005年-2006年学校年では620万人の生徒がいた。カリフォルニアは他州にくらべて予算や教師のレベルで後れを取っている。生徒一人当たり費用はワシントンD.C.を含めて51州のうち29番目であり、生徒一人当たり教職員の数は49番目である。生徒対教師の比率も49番目であり、教師1人あたり生徒21人となっている。
カリフォルニア州の公共高等教育は、カリフォルニア大学機構、カリフォルニア州立大学機構およびカリフォルニア・コミュニティ・カレッジ機構の特徴ある3階層のシステムである。

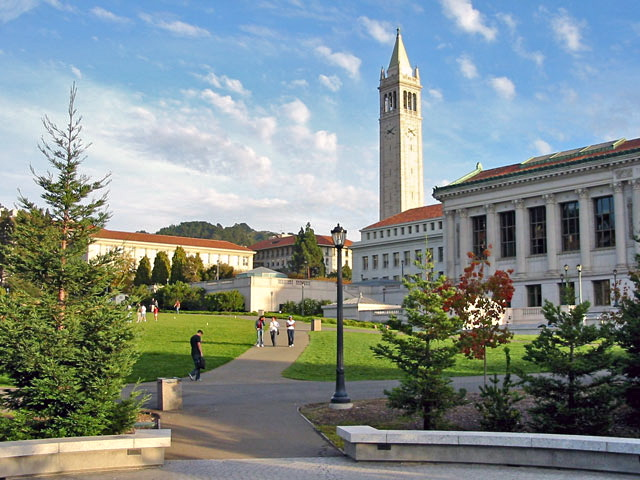
カリフォルニア大学バークレー校 (Cal)
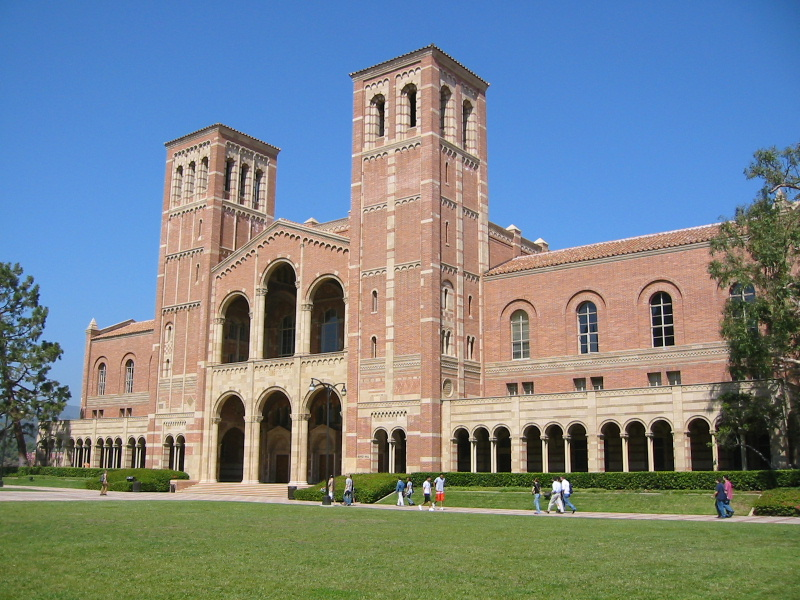
カリフォルニア大学ロサンゼルス校 (UCLA)
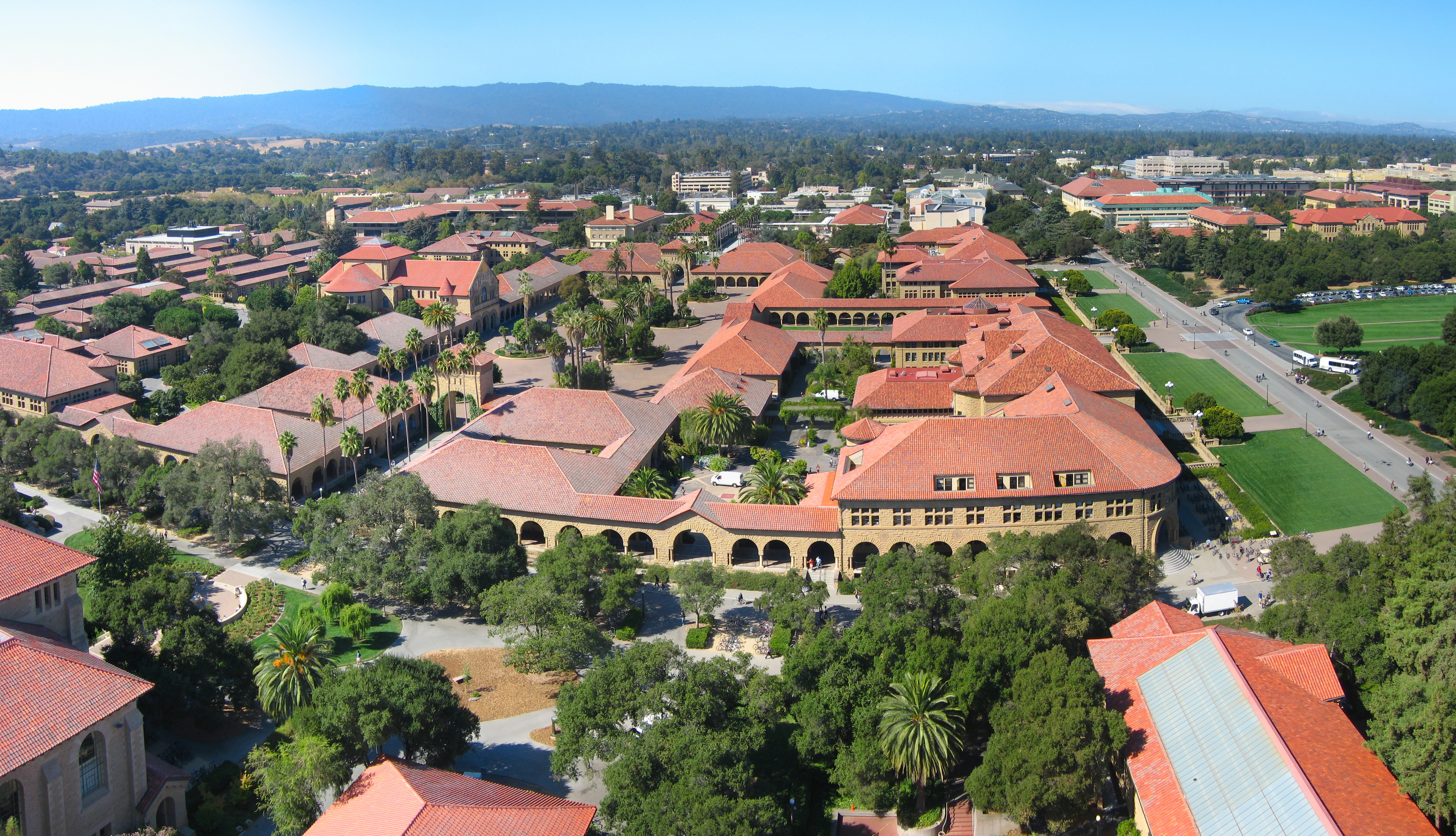
スタンフォード大学
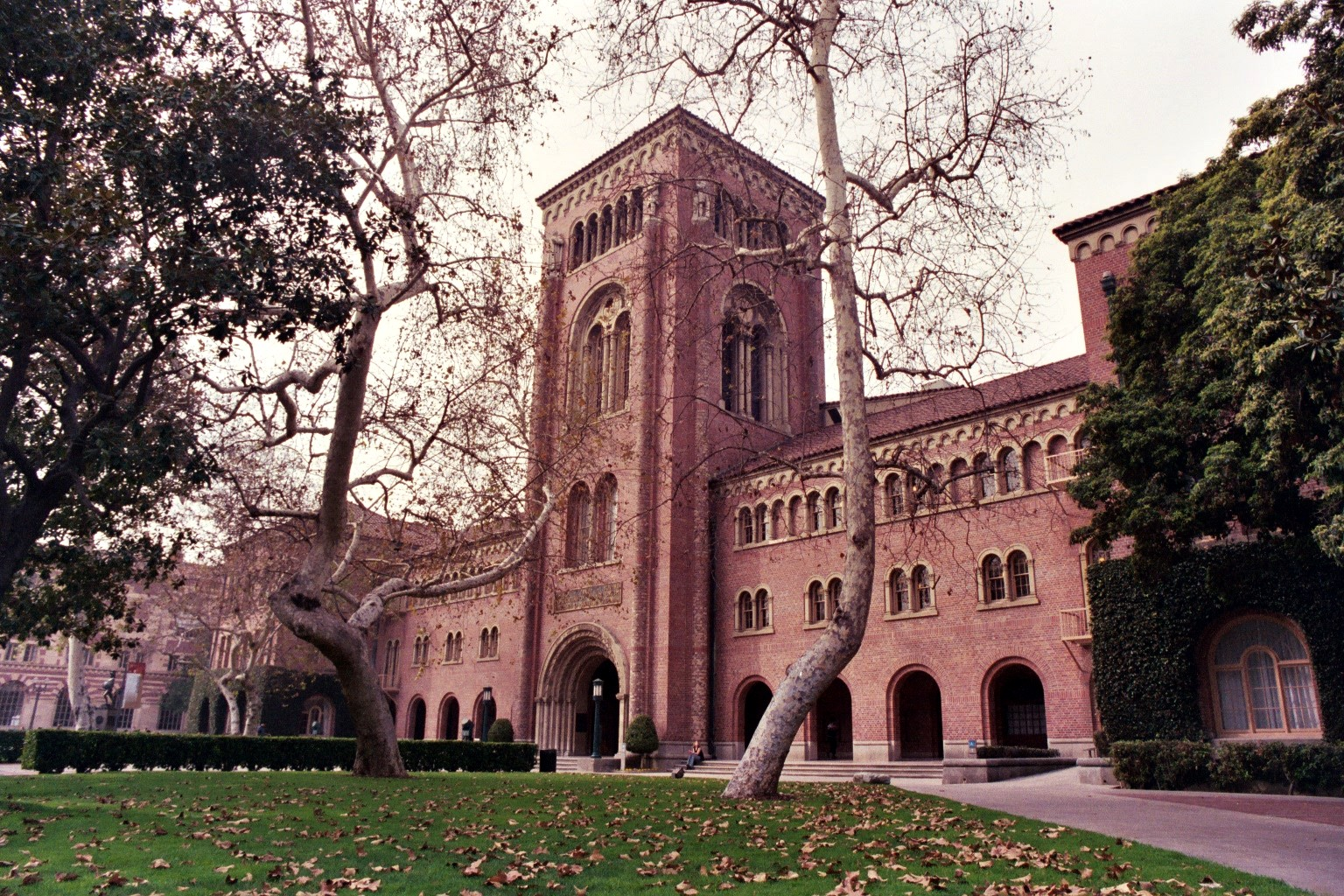
南カリフォルニア大学 (USC)

### カリフォルニア大学機構
カリフォルニア大学機構は世界で最も多くのノーベル賞受賞者を雇用している世界でも有数の公立大学機構である。多くの研究型大学を擁する。以下の13のキャンパスを持つ。略称はUC。
- カリフォルニア大学バークレー校 (Cal)
- カリフォルニア大学ロサンゼルス校 (UCLA)
- カリフォルニア大学サンディエゴ校 (UCSD)
- カリフォルニア大学デービス校 (UCD)
- カリフォルニア大学サンタクルーズ校 (UCSC)
- カリフォルニア大学サンタバーバラ校 (UCSB)
- カリフォルニア大学アーバイン校 (UCI)
- カリフォルニア大学リバーサイド校 (UCR)
- カリフォルニア大学マーセド校（英語版） (UCM)
- カリフォルニア大学サンフランシスコ校 (UCSF)：医学系大学院大学。

また、カリフォルニア大学機構には含まれないが、法科大学院であるカリフォルニア大学ヘイスティングス校ロースクール
がサンフランシスコにある。
カリフォルニア大学機構はアメリカ合衆国エネルギー省・ローレンス・リバモア国立研究所、ローレンス・バークレー国立研究所、および ロスアラモス国立研究所の管理を行っている。

### カリフォルニア州立大学機構
カリフォルニア州立大学機構も世界の中でも有数の教育機構の1つだと考えられている。45万人以上の学生を抱えるカリフォルニア州立大学機構はアメリカ合衆国最大の大学機構で、高校生の上位3分の1を受け入れる事を目的としている。主に学部生の教育が意図されている。以下の23の大学、分校などを含む。略称はCSU。
| - ハンボルト州立大学 - カリフォルニア州立大学チコ校 - ソノマ州立大学 - サクラメント州立大学 - サンフランシスコ州立大学 - カリフォルニア州立大学イーストベイ校 - カリフォルニア州立大学ベーカーズフィールド校 - カリフォルニア州立大学チャンネルアイランド校 - カリフォルニア州立大学ドミンゲスヒルズ校 - カリフォルニア州立大学フレズノ校 - カリフォルニア州立大学フラートン校 - カリフォルニア州立大学ロングビーチ校 | - カリフォルニア州立大学ロサンゼルス校 - カリフォルニア海事大学 - カリフォルニア州立大学モントレーベイ校 - カリフォルニア州立大学ノースリッジ校 - カリフォルニア州立理工大学ポモナ校 - カリフォルニア州立大学サンバーナーディーノ校 - サンディエゴ州立大学 - サンノゼ州立大学 - カリフォルニア・ポリテクニック州立大学サンルイスオビスポ校 - カリフォルニア州立大学サンマルコス校 - カリフォルニア州立大学スタニスラウス校 |

### カリフォルニア・コミュニティ・カレッジ機構
カリフォルニア・コミュニティ・カレッジ機構は低い次元の教科学習を提供し、基本技能や職業訓練に重きを置いている。アメリカ合衆国の中でも最大の高等教育網であり110のカレッジに290万人以上の学生がいる。

### 私立大学
以下の私立大学が有名である。他にも数百の私立カレッジや大学があり、この中には宗教系や特殊目的の学校もある。
- スタンフォード大学
- 南カリフォルニア大学 (USC)
- クレアモント大学（ハーベイ・マッド・カレッジとポモナ・カレッジを含む）
- カリフォルニア工科大学 (Caltech)：NASAのジェット推進研究所の管理
- カリフォルニア芸術大学 (CalArts)

## 芸術・文化

### 美術館・博物館
- サンタバーバラ自然史博物館（英語版）
- カリフォルニア大学バークレー校古生物博物館
- サンフランシスコ近代美術館
- ハンティントン・ライブラリー - 図書館、美術館、植物園

### オーケストラなど
- サンフランシスコ交響楽団
- ロサンジェルス・フィルハーモニック

### スポーツ
北米4大プロスポーツリーグのうち、15チームが州内を本拠地としている。サンフランシスコ・ベイエリアの主要3都市（サンフランシスコ、サンノゼ、オークランド）には合わせて5つのチームがあり、ロサンゼルス大都市圏には8チームが本拠を構える。ほか、サンディエゴとサクラメントに1チームずつが存在する。
また、メジャーリーグサッカー(MLS)、WNBA（女子バスケット）、メジャーリーグラグビー(MLR)、メジャーリーグクリケット（MLC）にも本拠を置いているチームがある。
NFLのスーパーボウルはこれまでに州内で10度以上開催されており、2016年には第50回スーパーボウルがサンタクララのリーバイス・スタジアムで開催された。
大学スポーツも盛んであり、最古のボウル・ゲームとして知られる毎年恒例のローズボウルなどが行われる。
米国の州で唯一、夏季オリンピックと冬季オリンピックの両方を開催した経験を持つ（1932年ロサンゼルス夏季オリンピック、1960年スコーバレー冬季オリンピック、1984年ロサンゼルス夏季オリンピック）。ロサンゼルスでは2028年ロサンゼルス夏季オリンピックの開催が決定しており、通算で4度目となる。
1994年FIFAワールドカップ・アメリカ大会では、決勝戦を含む8試合がローズボウルスタジアムで、6試合がスタンフォード・スタジアムで開催された。 
| チーム                                 | 競技                   | リーグ |
| -------------------------------------- | ---------------------- | ------ |
| ロサンゼルス・ラムズ                   | アメリカンフットボール | NFL    |
| ロサンゼルス・チャージャーズ           | アメリカンフットボール | NFL    |
| サンフランシスコ・フォーティナイナーズ | アメリカンフットボール | NFL    |
| ロサンゼルス・ドジャース               | 野球                   | MLB    |
| ロサンゼルス・エンゼルス               | 野球                   | MLB    |
| オークランド・アスレチックス           | 野球                   | MLB    |
| サンディエゴ・パドレス                 | 野球                   | MLB    |
| サンフランシスコ・ジャイアンツ         | 野球                   | MLB    |
| ゴールデンステート・ウォリアーズ       | バスケットボール       | NBA    |
| ロサンゼルス・クリッパーズ             | バスケットボール       | NBA    |
| ロサンゼルス・レイカーズ               | バスケットボール       | NBA    |
| サクラメント・キングス                 | バスケットボール       | NBA    |
| アナハイム・ダックス                   | アイスホッケー         | NHL    |
| ロサンゼルス・キングス                 | アイスホッケー         | NHL    |
| サンノゼ・シャークス                   | アイスホッケー         | NHL    |

| チーム                         | 競技             | リーグ |
| ------------------------------ | ---------------- | ------ |
| ロサンゼルス・スパークス       | バスケットボール | WNBA   |
| ロサンゼルス・ギャラクシー     | サッカー         | MLS    |
| サンノゼ・アースクエイクス     | サッカー         | MLS    |
| ロサンゼルスFC                 | サッカー         | MLS    |
| LAギルティニス                 | ラグビーユニオン | MLR    |
| サンディエゴ・リージョン       | ラグビーユニオン | MLR    |
| ロサンゼルス・ナイトライダーズ | クリケット       | MLC    |
| サンフランシスコ・ユニコーンズ | クリケット       | MLC    |

### 食文化
インディアンの他、世界各国からの移民によって構成されているため、都市部では世界各国の料理（またはそれらをアメリカ風にアレンジしたもの）を気軽に楽しむことが可能である。特にもともとメキシコの領土であったことや、メキシコからの移民が多いこともありメキシコ料理が非常に一般的であるほか、イタリア料理や中華料理、ベトナム料理などが日常的に楽しまれている。
21世紀初頭の現在、アメリカの大都市はもちろん、全米各地で寿司や照り焼きをはじめとする日本料理が人気を博しており、一般のスーパーマーケットでも豆腐、醤油、麺類などの食材を調達することが可能であるが、カリフォルニアでは既に1970年代からその兆しがあった。アジア系住民が多く気候も温暖であることから、大根、白菜などのアジア系野菜、カリフォルニア米と呼ばれる中粒や日本のあきたこまちなどの短粒ジャポニカ種の北米における主要生産地となっており、新鮮なアジア系食材が入手しやすい地域である。カリフォルニアロールやフォーチュン・クッキーなど既存のアジア食を西洋風にアレンジしたものを全米に浸透させる発信地となることも多い。
地中海性気候のため、名産品としてオレンジや、オリーブそして、カリフォルニアワインが有名である。

## 日本との関係

### 日系人
カリフォルニアはハワイと並んで、日本人と関係の深い米国の州のひとつである。古くはジョン万次郎、福澤諭吉、勝海舟から、この地を訪れた日本人は多い。意外なところでは、竹久夢二もこの地を訪れている。
明治以降は日本人の移民が相次ぎ、1924年（大正13年）に日本人の移民を禁じる排日移民法が制定される。この差別的待遇は1941年（昭和16年）12月7日 の日米開戦・太平洋戦争（大東亜戦争）勃発によってさらに悪化し、敵性外国人となった日系アメリカ人は土地や財産を没収され、10か所の強制収容所に収容されることになる。これら大戦前の移民の出身地は、圧倒的に山陽地方（山口県・広島県・岡山県）および九州地方北部が多く、その理由として、かつては「山陽道は旅人の往来が多く、他所への移住に抵抗感が少ない地域であるから。」とされたが、「この地方は中世以来水軍（西洋的・近代日本の軍事、旧日本海軍、現在の海上自衛隊）の活動が顕著で、鎖国が解かれ（開国してから）再び出国ラッシュとなったから。」と云う説もある。このためか、かつては「アメリカ日系人の標準語は広島弁である。」とまで言われた。
戦後、日系人は戦時中に活躍した日系アメリカ人部隊（陸軍第442連隊戦闘団・第100歩兵大隊）の存在や、日系アメリカ人議員の輩出などで、その地位と名誉を回復する。1988年には強制収容所での不当な扱いに対して補償法案を通過させ、生存者への金銭的補償を勝ち取った。一般に、日系人は経済的には平均より恵まれているといえるが、依然としてグラス・シーリング「見えない天井」という社会問題が残されている（そもそも日系アメリカ人は大都市に多く住み、ゆえに所得も平均以上となるのは当然と言われている）。米国の農場主は圧倒的に白人が多い中、カリフォルニアでは、サクラメント近郊などにかなりの割合で日系農場主が存在している。
日系人社会はおよそ1世と2世、そして戦後から1980年代までの戦後移民、バブル以降の新移民に大別することができる。1世は、資源に乏しく貧しい日本で生活苦にあった貧困層がやむを得ず移住せざるを得なかったような経済難民的で、苦労して現在の地位を築き上げてきた功労者といえるが、アメリカ社会には同化しにくく、他の移民集団と同様にリトル・トーキョーに代表されるエスニック・タウンを形成する傾向がある。戦前・戦中の迫害経験から社会に対する猜疑心が強い、とも言われるが、とりわけ強制収容所での経験は1世の父権主義を心理的に崩壊させ、2世リーダーの台頭によって完全にその権威が失われてしまった。
2世以降は父祖の地としての日本に興味はあるものの、それ以上の感情は持たず、思考や行動はアメリカ人的である。ただ2世は1世の親と生地という2つの文化に自己を引き裂かれるというアイデンティティ・クライシスを経験することが多く、日系アメリカ人文学のテーマとして描かれることが多い。2世以降でアメリカで生まれ、幼少時より日本で教育を受けた後、再びアメリカに戻った人を「帰米」という。この場合は、心情的にも日本人とほとんどかわらないが、彼らのアメリカでの苦労もまた2世と同様に苦難を伴う場合が多かった。
戦後移民は米軍人妻（戦争花嫁）や、成功を目指して渡米した人が多い。ロッキー青木やショー・コスギが代表例である。この集団は個々に分散して、1つのエスニック・グループとしては形成されていない。しかし高齢化するにつれ、日本回帰の現象も見られる。
新移民はバブル景気以降の日本の「国際化」（＝英米化）を受けて、アメリカで生活することを選んだ人たちである。脱サラ者や定年退職者、留学生などが多いが、彼らの生活は日本との関係に依存している面が多く、近年の不況から、帰国を選択するものも増えてきている。

### 日本の企業進出
1951年（昭和26年）にサンフランシスコを中心とするカリフォルニア州北部にある日系企業、北加日本商工会議所 (JCCNC) が設立された。2007年（平成19年）現在、約300社が加盟している。1960年代（昭和35-44年）には、ロサンゼルスやサンディエゴを中心とする南カリフォルニア日系企業協会 (JBA) が設立され、2007年（平成19年）現在の加盟社数は約500に達する。両団体とも、州の認可を受けた非営利団体である。他州にある日系企業団体や日本人会同様、会員対象のセミナーや親睦行事、日系企業実態の調査、地元地域への日本文化紹介や奉仕活動などを行っている。
2000年（平成12年）にJBAが行った調査『南カリフォルニア日系企業実態』によると、調査対象企業の70 %がロサンゼルス郡に集中しており、ロサンゼルス（108社）とトーランス（94社）が突出している。次いで20 %がオレンジ郡に拠点があり、アーバインとサイプレスに多い。また、メキシコ国境に近いサンディエゴ郡にも20社存在する。ただし製造業は過密状態のロサンゼルスよりも、オレンジ郡やサンディエゴ郡のメキシコ国境沿いの工業地帯（マキドーラ Maquidora）に多い。日系企業の南カリフォルニアへの進出数は1980年代（昭和55-64/平成元年）をピークに減ってはいるものの、新規設立は続いている。62.4 %が米国の法人本社、24.3 %が支店として設立しており、アメリカ進出への足掛け地点となっている。雇用者は72.8 %の現地採用者が占め、その多くが金融・保険業、製造業に就いている。日本からの派遣社員は不動産業と建設業に多いが、全体の3.1 %程度で減少傾向にある。従業員100人以上の中・大規模レベルの企業数と雇用数は減少しており、逆に全体の70 %が小規模な企業（日本でいう中小企業）であり、雇用を増やしている。対象企業の80 %が増収、あるいは前年と同程度の利益を見込んでいる。不動産、卸・小売、製造、金融・保険といった業界が好調である。
2002年（平成14年）にはJCCNCが『ベイエリア日系企業実態調査』を行っている。2000年度（平成12年度）の調査と比較して、ベイエリアの企業が減少、1社あたりの平均雇用数も49人と大幅に減少している。日本からの派遣社員は平均4人で変化はない。80 %が日本企業の現地法人である。拠点は80 %がサンタクララ、サンフランシスコ、サンマテオ郡にある。60 %がサービス業または製造業である。売上が過去2年間に増加した企業が36 %、減少は46 %であり、営業利益は赤字が約34 %、今後1、2年の見通しが改善あるいは横ばいと答えた企業が約90 %であった。全体の25 %が何らかのボランティア活動を行い、アメリカの団体などに対する寄付は総額1940万ドルにのぼっている。
毎年、JCCNCとJBAの代表者が合同でサクラメントの州議会を表敬訪問している。2007年度（平成19年度）はアーノルド・シュワルツェネッガー州知事に面会する機会があり、日系企業の投資（1739社による290億ドル）および雇用（15万人）に対する感謝を受けた。州議員には、医療保険や運転免許証といった個人生活レベルから、海上コンテナ課税、施設に対する消費税、環境法案など企業レベルでの問題に対する改善を要請すると同時に、州の企業誘致に対するアドバイスを与えた。アジア系議員とのパイプ作りに昼食会もおこなった。

### 日本語教育
日本人が多く、日本と係わり合いの深い地域のため、カリフォルニア州には全日制私立在外教育施設の西大和学園や、州内各地に文部科学省認可の補習授業校が6校ある。2002年（平成14年）の文科省の発表では、ロサンゼルス補習校（通称：あさひ学園）、サンフランシスコ補習校、サンディエゴ補習校（通称：みなと学園）の3校は生徒数において、世界187校のうち上位10校に入る規模である。なかでも上位1、2位を占めるロサンゼルスとサンフランシスコの補習校は、ともに複数校舎を持ち、在籍生徒数が1000名を超えるマンモス校である。
非認可の補習校も2校あるほか、日本語イマージョンや日本語が教科にある公立校もあり、州内のカリキュラムに沿った日本語教師を対象にした研修が行われるなど、（第二言語・外国語教育としての）日本語教育が盛んである。
サブカルチャーに対して積極的な風土がある。

### 誘致・親善
2004年（平成16年）、アーノルド・シュワルツェネッガー知事が日本を訪問し産業・観光をアピール。2008年（平成22年）から2009年（平成21年）には「なんでもアリフォルニア カリフォルニア」のコピーで州政府観光局が広告活動をしている。
最近ではフジテレビ系列「ワンナイR&R」のキャラクター「松浦ゴリエ」がカリフォルニア州政府公認の親善大使を務める。

### 日本との姉妹都市･提携都市
姉妹自治体
- （大阪府） - （カリフォルニア州）

姉妹都市
（ 日本・都道府県市町村） - （州内都市など）
- 北海道せたな町/旧 瀬棚町 - ハンフォード市
- 北海道芽室町 - トレイシー市
- 青森県田子町 - ギルロイ市
- 岩手県北上市 - コンコード市
- 宮城県仙台市 - リバーサイド市
- 宮城県岩沼市 - ナパ市
- 宮城県丸森町 - ヘメット市
- 秋田県男鹿市 - リビングストン市（英語版）
- 茨城県水戸市 - アナハイム市
- 茨城県つくば市 - ミルピタス市
- 茨城県つくば市 - アーバイン市
- 茨城県神栖市 - ユーレカ市
- 茨城県取手市/旧 藤代町 - ユバシティ市
- 茨城県土浦市 - パロアルト市
- 栃木県日光市 - パームスプリングス市
- 栃木県真岡市 - グレンドーラ市
- 栃木県さくら市 - ランチョパロスベルデス市
- 群馬県太田市 - バーバンク市
- 埼玉県秩父市 - アンティオック市
- 埼玉県飯能市 - ブレア市
- 埼玉県春日部市 - パサディナ市
- 埼玉県深谷市 - フリーモント市
- 埼玉県草加市 - カーソン市
- 埼玉県蕨市 - エルドラド市
- 千葉県市川市 - ガーデナ市
- 千葉県船橋市 - ヘイワード市
- 千葉県木更津市 - オーシャンサイド市
- 千葉県成田市 - サンブルーノ市
- 千葉県柏市 - トーランス市
- 千葉県富津市 - カールスバッド市
- 千葉県四街道市 - リバモア市
- 東京都立川市 - サンバーナーディーノ市
- 東京都日野市 - レッドランズ市
- 東京都稲城市 - フォスターシティ市
- 東京都瑞穂町 - モーガンヒル市
- 神奈川県小田原市 - チュラビスタ市
- 神奈川県伊勢原市 - ラミラダ市
- 神奈川県横浜市 - サンディエゴ市
- 新潟県刈羽村 - ハーフムーンベイ市
- 石川県七尾市 - モントレー市
- 福井県福井市 - フラトン市
- 山梨県甲府市 - ローダイ市
- 山梨県韮崎市 - フェアフィールド市
- 長野県大町市/旧 美麻村 - メンドシーノ市
- 静岡県静岡市 - ストックトン市
- 静岡県三島市 - パサディナ市
- 静岡県富士宮市 - サンタモニカ市
- 静岡県島田市 - リッチモンド市
- 静岡県富士市 - オーシャンサイド市
- 静岡県磐田市 - マウンテンビュー市
- 静岡県函南町 - カーマン市
- 静岡県浜松市/旧 三ケ日町 - ポータービル市
- 愛知県名古屋市 - ロサンゼルス市
- 愛知県岡崎市 - ニューポートビーチ市
- 愛知県豊川市 - クパティーノ市
- 愛知県津島市 - ハーキュリーズ 市
- 愛知県安城市 - ハンティントンビーチ市
- 愛知県犬山市 - デイビス市
- 三重県四日市市 - ロングビーチ市
- 三重県鳥羽市 - サンタバーバラ市
- 京都府向日市 - サラトガ市
- 大阪府大阪市 - サンフランシスコ市
- 大阪府堺市 - バークレー市
- 大阪府岸和田市 - サウスサンフランシスコ市
- 大阪府豊中市 - サンマテオ市
- 大阪府貝塚市 - カルバーシティ市
- 大阪府高石市 - ロミタ市
- 大阪府東大阪市 - グレンデール市
- 兵庫県明石市 - バレホ市
- 兵庫県芦屋市 - モンテベロ市
- 兵庫県三木市 - バイセイリア市
- 兵庫県小野市 - リンゼイ市
- 兵庫県加東市/旧 滝野町 - ホリスター市
- 和歌山県和歌山市 - ベイカースフィールド市
- 和歌山県橋本市 - ロナートパーク市
- 和歌山県有田市 - デラノ市
- 和歌山県新宮市 - サンタクルーズ市
- 和歌山県串本町 - ヘメット市
- 和歌山県那智勝浦町 - モントレーパーク市
- 鳥取県大山町/旧 中山町 - テメキュラ市
- 鳥取県日南町 - スコッツバレー市
- 島根県出雲市 - サンタクララ市
- 島根県江津市 - コロナ市
- 岡山県岡山市 - サンノゼ市
- 山口県下関市 - ピッツバーグ市
- 香川県坂出市 - サウサリート市
- 愛媛県松山市 - サクラメント市
- 高知県高知市 - フレズノ市
- 福岡県福岡市 - オークランド市
- 福岡県久留米市 - モデスト市
- 福岡県糸島市/旧前原市 - エスコンディード市
- 佐賀県武雄市/旧 山内町 - セバストポール市（英語版）
- 熊本県天草市/旧 本渡市 - エンシニータス市
- 鹿児島県いちき串木野市/旧 串木野市 - サリナス市
- 鹿児島県霧島市/旧 霧島町 - ソノラ市

## その他

### 同州出身の有名人
- カリフォルニア州出身の人物一覧を参照。